# Jacques Ellul
Pour les articles homonymes, voir Ellul.
Jacques Ellul (Bordeaux, 6 janvier 1912 – Pessac, 19 mai 1994), est un philosophe, historien du droit, sociologue, résistant et théologien protestant libertaire français.
Professeur d'histoire du droit, surtout connu comme penseur de la technique et de l'aliénation au XXe siècle, il est l’auteur d’une soixantaine de livres (la plupart traduits à l’étranger) ainsi que de plusieurs centaines d’articles.
Auteur profondément original, atypique et inclassable, il a été qualifié d'« anarchiste chrétien » et se disait lui-même « très proche d'une des formes de l'anarchisme » ; il rejette tout recours à la violence.
Fervent lecteur de Karl Marx auquel il a consacré un enseignement à l'IEP de Bordeaux pendant plus de trois décennies, et tout en étant lui-même un théoricien de la révolution politique et sociale, il s'est cependant toujours tenu à l'écart du marxisme, au motif qu'il n'y voyait qu'une idéologie comme une autre, une « pensée fossilisée ». Certains le rangent par conséquent dans la catégorie des marxiens.
Converti au protestantisme à l'âge de 18 ans, sa posture est également surprenante pour certains du fait qu'il s'est livré à une critique du christianisme, dont il considérait qu'à partir du IVe siècle, sous Constantin, il a été « subverti » par sa collusion avec l'État, allant jusqu'à affirmer, deux ans avant sa mort, que « le christianisme est la pire trahison du Christ ».
Sa pensée est profondément ancrée dans le christianisme et il n'a cessé de témoigner de sa foi dans les Évangiles. Il établit un parallèle entre les textes bibliques et le rejet des institutions, en refusant tout amalgame entre foi et analyse politique mais en établissant leur mise en relation dialectique, notamment dans son ouvrage Anarchie et Christianisme, dans lequel il considère la Bible comme un livre libertaire.
Ayant adopté comme devise « exister, c’est résister » — résister « à la sollicitation du milieu social », aux conformismes et aux lieux communs —, il disait de son œuvre qu'elle est entièrement axée autour de la notion de liberté : « Rien de ce que j’ai fait, vécu, pensé ne se comprend si on ne le réfère pas à la liberté.»
Jacques Ellul a été honoré du titre de Juste parmi les nations en 2001.

## Biographie

### Origines familiales et jeunesse
Jacques César Émile Ellul naît le 6 janvier 1912, à Bordeaux, fils de Joseph Ellul (1869-1941) et de Marthe Mendès (1874-1963), tous deux issus de grandes familles, de lointaine ascendance juive, ayant connu de graves revers de fortune. La famille de son père, d'origine maltaise, a émigré à Trieste, dans l'empire d'Autriche, à la fin du XVIIe siècle,. Le grand-père de Jacques Ellul est italien, marié à une Serbe, descendante de la famille Obrenović. Le père de Jacques Ellul, Joseph Ellul, né à Trieste, est élevé dans la religion orthodoxe, mais ses convictions personnelles sont déistes et voltairiennes. Après des études à Vienne, Joseph Ellul, qui est à la fois citoyen autrichien et sujet britannique, est recruté comme fondé de pouvoir par la maison de négoce Louis Eschenauer à Bordeaux. En raison d’une intransigeance de caractère qui lui fait placer le sens de l’honneur au-dessus de toute autre considération, il est confronté plusieurs fois au chômage. Pour subvenir aux besoins du ménage, Marthe, son épouse - protestante non pratiquante, d'origines portugaise et française, - enseigne le dessin dans un établissement privé et donne également des leçons de peinture à domicile,. Jacques Ellul est élevé dans les valeurs aristocratiques de la droite.

### Études et début de carrière universitaire
Jacques Ellul entre au Lycée Longchamp (aujourd'hui lycée Montesquieu) en 1920, à l'âge de 8 ans, en classe de huitième. Après six années passées dans l'établissement, il rejoint les classes de philosophies du lycée Montaigne pour y préparer son baccalauréat, qu'il obtient en 1929 à 17 ans[réf. incomplète].
La même année, Ellul s'inscrit à la faculté de droit de Bordeaux. Il y obtient une licence en 1932. Il se lie d'amitié pendant ses études avec le philosophe Bernard Charbonneau, et tous deux organisent des camps de vacances avec la Fédération française des associations chrétiennes d'étudiants, « La Fédé ». En 1936, Jacques Ellul présente sa thèse de doctorat en droit et est admissible à l'agrégation, ce qui lui permet d'obtenir un poste de chargé de cours à la faculté de droit de 1937 à 1940. Il est ainsi chargé d'enseignement à la faculté de droit de Montpellier, puis de Strasbourg, qu'il suit dans son repli à Clermont-Ferrand en 1940. À la suite d'un discours devant les étudiants alsaciens, leur conseillant de ne pas retourner en Alsace afin d'échapper à l'incorporation dans l'armée allemande, il est révoqué sur dénonciation d'un de ses étudiants,. À cette occasion, l'administration vichyste découvre que le père de Jacques Ellul n’a jamais été naturalisé. Il est arrêté en août 1940, puis interné et déporté.
Privé d'emploi et chargé de famille (avec son épouse Yvette née Lensvelt, rencontrée pendant ses études, il a déjà eu un fils, Jean, né en 1940), Jacques Ellul survit grâce à des amis qui lui permettent d'exploiter une petite ferme à Martres, en Gironde,. Sa maison est le centre d’un réseau de résistance formé par d’anciens éclaireurs unionistes et d'autres membres de l’Église réformée de France. Il recueille, fournit de faux papiers et oriente des résistants, des évadés et des Juifs  ou les fait transférer en zone libre - il sera proclamé « Juste parmi les nations » par le mémorial Yad Vashem de Jérusalem, le 29 août 2001,.
Grâce à l’assesseur du doyen, il donne des cours semi-clandestins dans la faculté de droit de Bordeaux, sous influence pétainiste. Il réussit le concours d’agrégation de droit romain et d’histoire du droit en 1943, tout en sachant que le collaborateur Pierre Laval a fait en sorte qu'il ne puisse être embauché à l'université.
À la Libération, en tant que secrétaire général régional du Mouvement de libération nationale, il siège à plusieurs procès de la collaboration où il s'assure que l’épuration se fasse avec dignité et sans excès.
À partir de 1944, il enseigne l’histoire des institutions et l’histoire sociale à l'université de Bordeaux puis, à partir de 1948, à Sciences Po Bordeaux (IEP). Il reste en poste à Bordeaux jusqu'en 1980.
Il meurt le 19 mai 1994, à Pessac, en France.

### Double influence

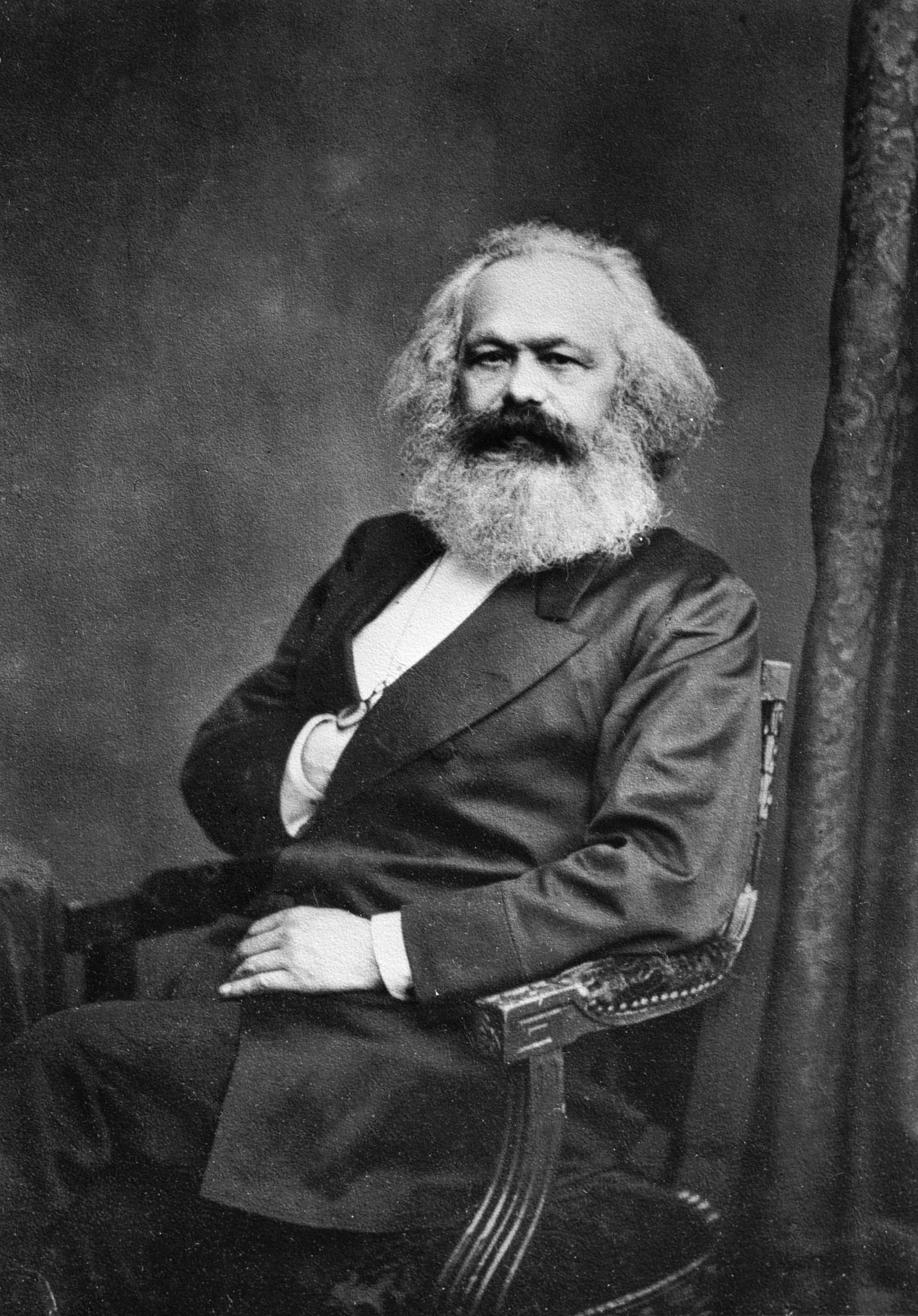
Ellul construit sa critique sociale sur une réactualisation de la pensée de Marx. Il lui consacrera tout un cursus à l'IEP de Bordeaux, de 1947 à 1979.

Dès sa jeunesse, Ellul s'engage sur deux terrains habituellement considérés comme antagonistes. En 1930 (âgé de 18 ans), il vit une expérience personnelle qui le met sur la voie du christianisme et l'amène peu à peu à s'engager dans le protestantisme, en l'occurrence l'Église réformée de France. L'année suivante, ayant lu Le Capital de Karl Marx, il entreprend une étude exhaustive de l'œuvre du philosophe allemand. Par la suite, et durant plus de trois décennies, il lui consacrera un cours lorsqu'il enseignera à l'IEP de Bordeaux. Jacques Ellul « reconnaît sa dette intellectuelle envers Marx ».
Ellul vit cette double influence comme « une tension inexplicable mais porteuse de sens ». Elle se concrétisera plus tard par le souhait que l'on distingue, dans son œuvre, « deux parties, à la fois distinctes et se répondant dialectiquement » : le volet sociologique (centré sur Marx et le souci de l'actualiser), et le volet théologique (axé sur la notion de liberté).

### Responsabilités
De 1937 à 1938, il est chargé de cours à la faculté de droit de Montpellier.
À la Libération, pendant six mois, de 1944 à 1945, tenté par l'action politique, il est adjoint au maire de Bordeaux. Il démissionne car il constate qu'on lui demande de valider des dossiers alors qu'il estime que certains sont « biaisés » et qu'il n'a pas la capacité de vérifier la pertinence des autres. Cette expérience de la vie politique le déçoit. Pour lui, l'homme politique est particulièrement démuni car il est mis dans l'impossibilité d'étudier sérieusement les dossiers dont il a la responsabilité, et la mise en œuvre de ses décisions lui échappe, il est un « paravent ».
De 1944 à 1980, il est professeur à la faculté de droit de Bordeaux.
De 1956 à 1971, il est membre du conseil national de l'Église réformée de France, avec le projet de « transformer celle-ci pour en faire un mouvement actif à l'intérieur de la société »; Ellul vivra finalement cette expérience comme un échec.

### Engagements
De 1934 à 1939, il est engagé dans la mouvance chrétienne personnaliste des non-conformistes des années 30, en animant à Bordeaux, avec son ami Bernard Charbonneau, un groupe en liaison d'une part avec la revue Esprit, d'obédience chrétienne, d'autre part avec le groupe Ordre nouveau, qui se focalise sur la critique de la société américaine et les désordres psychologiques causés par son appareil de production, structuré selon les préceptes du taylorisme et du fordisme.
De 1943 à 1945, il participe activement à la Résistance (activités de renseignement, trafic de faux papiers, accueil de prisonniers évadés et de Juifs, aide à leur transfert en zone libre…)
À partir de 1958, il s’engage dans une association bordelaise visant la prévention contre la délinquance dans le milieu de la jeunesse.
De 1973 à 1977, avec Bernard Charbonneau, il s'investit dans le Comité de défense de la côte aquitaine, association écologiste qu'ils ont eux-mêmes créée dans le but de contrer l’action de la MIACA (Mission Interministérielle d’Aménagement de la Côte Aquitaine).
De manière générale, Jacques Ellul peut être considéré comme un précurseur de l'écologie politique et de la décroissance, bien qu'il ne souhaitât pas que « l'écologie politique se transforme en partis politiques ».

#### Candidature aux élections générales de 1945
Lors des élections générales de 1945, Jacques Ellul se porte candidat sur la liste a liste de l’Union Démocratique et Socialiste de la Résistance (U.S.D.R.). Fruit de l'associations de nombreux mouvements issus de la Résistance, elle se compose principalement de membres du Mouvement de Libération Nationale (M.L.N.), dont Ellul est le Secrétaire Général en 1945, et de l’Organisation Civile et Militaire (O.C.M.), un des plus importants mouvements de la Résistance intérieure française qui fut l’un des huit mouvements à constituer le Conseil National de la Résistance en 1943. Le programme politique de l’U.D.S.R. vise le renouvellement de la classe politique et la refonte complète du système politique français[réf. incomplète].
Jacques Ellul va ainsi activement prendre part à la campagne électorale, principalement via des réunions publiques organisées dans différentes villes de l'agglomération bordelaise. Durant celles-ci, celui qui se définit comme un nouveau venu en politique, propose une « révolution ». Pour que le peuple soit réellement souverain, il demande la stabilité ministérielle, que les élus (y compris les ministres) soient responsables devant le peuple. Il prêche également la suppression du cumul des mandats et une seule Chambre, sans Sénat. Enfin, il demande une Chambre des députés et une Chambre économique avant d'insister à deux reprises sur l'importance du référendum comme outil le plus démocratique qui soit[réf. incomplète].
Menée par Alice Delaunay alors âgée de 35 ans, la liste est battue en Gironde par les listes de la SFIO, du PCF, du PRL et du MRP. Il s’agit pour Jacques Ellul de son unique candidature à une élection[réf. incomplète].

### Descendance
Jacques Ellul et son épouse Yvette Lensvelt (1912-1991) ont quatre enfants : Jean (1940-2023), Simon (1941-1947), Yves (né en 1945) et Dominique (née en 1949). Yvette Lensvelt est d'origine néerlandaise et détentrice d'un passeport britannique.

## Analyse socio-politique (volet sociologique)
Cette section ne s'appuie pas, ou pas assez, sur des sources secondaires ou tertiaires indépendantes du sujet. Le texte peut contenir des analyses inexactes ou inédites de sources primaires.
Pour l'améliorer, ajoutez-en, ou placez des modèles {{Source secondaire souhaitée}} ou {{Source secondaire nécessaire}} sur les passages mal sourcés. (avril 2025)

### Avec Marx, contre le marxisme
« Pour la compréhension de la genèse du monde moderne, il n’y a pas meilleur guide, à mon sens, que Marx » écrit Jacques Ellul en 1982. De fait, tout au long de son œuvre, Ellul rappelle sa dette intellectuelle à l’égard de Karl Marx, se faisant l’interprète du philosophe allemand dans son analyse du capitalisme. Notamment en 1982, dans Changer de révolution, où il reprend l’essentiel de ses concepts : l’accumulation primitive, la théorie de la valeur, la distinction entre travail et force de travail, la valeur d’usage, la plus-value, l’aliénation… En même temps, Ellul s’attache à pointer, dans l’héritage de Marx, ce qui lui apparaît comme une série de contresens.

« C’est une erreur d’interpréter sa pensée en disant que le capitaliste vole à l’ouvrier une partie de la valeur produite ou qu’il garde pour lui une partie de son salaire. Au contraire, Marx souligne toujours avec force que le capitaliste ne vole rien, que c’est le mécanisme lui-même qui est ainsi. Sa position est beaucoup plus forte que celle de l’indigné qui affirme que le capitaliste est un oppresseur et que l’ouvrier est dépouillé. S’il en était ainsi, nous serions sur le terrain de la morale. Un patron qui serait bon, juste, équitable, pourrait ne pas voler ses ouvriers, ne pas faire de profit, ni exiger un sur-travail. Or c’est exactement ce que Marx exclut : la qualité morale du patron ne change rien, ce sont des mécanismes objectifs qui produisent le profit et qui engendrent la plus-value »

.

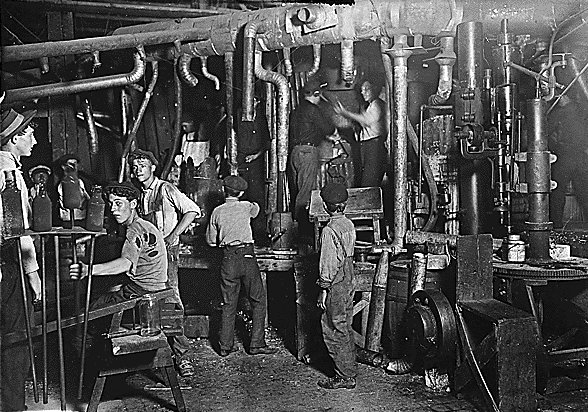
Ouvriers d'une usine de verre, XIXe siècle, Indiana.
Ellul se focalise moins sur les mécanismes du capitalisme que sur les raisons ayant conduit les humains à ériger le travail en valeur et qui, selon lui, constituent les fondements du productivisme.

Ellul estime que ce que l’on appelle communément « marxisme » n'est qu'une idéologie. Dès 1935, il démystifie le communisme : « dans l’État communiste, l’homme ne reçoit pour idéal que la production économique et son accroissement. Toute liberté individuelle est supprimée pour la production sociale. Tout le bonheur de l’homme est résumé en deux termes : d’une part « produire plus », d’autre part « le confort » ».
À ses étudiants bordelais, il précisera plus tard que son choix s’est fait « à partir des procès de Moscou » mais qu’il était « déjà dubitatif » avant :

« les répressions de Cronstadt et d’Ukraine m’apparaissaient contraires à l’orientation de Marx. Peut-on parler d’une libre détermination pour l’ensemble des républiques socialistes, alors qu’elles étaient contraintes ? »

.

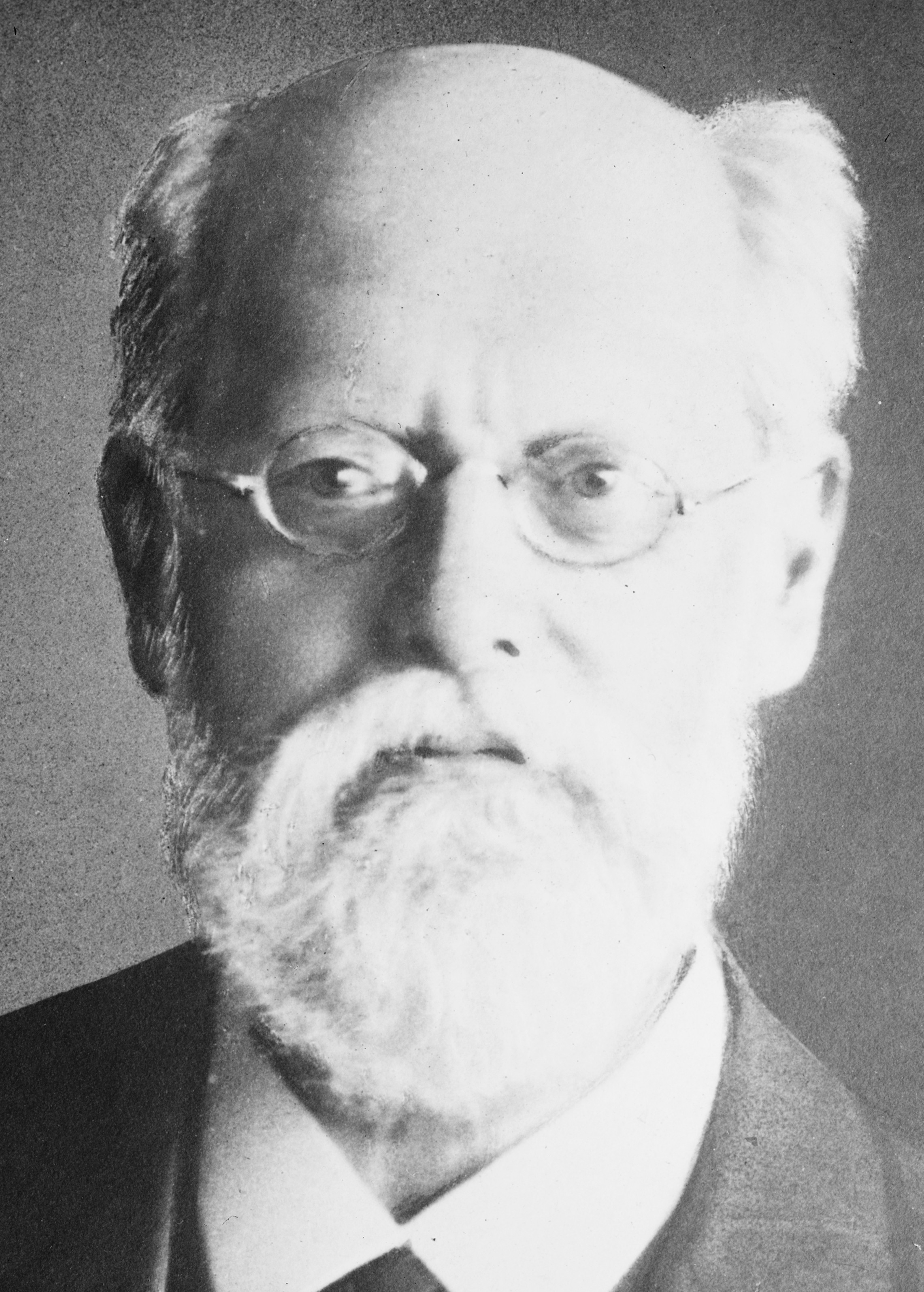
Karl Kautsky, selon qui les bolcheviks n'avaient nullement institué une révolution marxiste mais une dictature de type blanquiste.

Il met également l’accent sur la polémique, en 1919, entre Karl Kautsky et Lénine, le premier reprochant au second de ne tenir aucunement compte des recommandations de Marx pour mener à bien une révolution,. Il fallait, rappelait-il, que ce soit le prolétariat et lui seul qui en soit l’origine. Or il n’y avait pas à l’époque de prolétariat en Russie, celle-ci était en effet une nation essentiellement rurale composée de serfs. Il était également nécessaire, précisait Kautsky, que la révolution s’opère au niveau international, argument dont Lénine, selon lui, s’était détourné.
Rappelant que pour Kautsky, « la raison du succès de Lénine, c’est l’échec du socialisme marxiste », Ellul démontre lui-même comment, dès 1918, après que Lénine a créé de toutes pièces le prolétariat en Russie, il exerce sur lui sa dictature.
Revenant sur la célèbre citation de Lénine « Le communisme, c'est le pouvoir des Soviets plus l'électrification de tout le pays, car sans électrification il est impossible de perfectionner l'industrie », Ellul en donne son interprétation. « En réalité, Lénine [faisait là allusion à] la création de l’industrie lourde. Celle que, selon Marx, la bourgeoisie était chargée de faire ! Or, que ce soit en régime communiste ou en régime capitaliste, la création de cette industrie ne peut s’effectuer que par la capitalisation. […] La seule différence, c’est que dans le cas du communisme, tout le profit revient à l’État (qui n’a rien de prolétarien !), tandis que dans le cas du capitalisme, une part de ce profit enrichit des personnes privées. […] En 1954, j’avais expliqué le mécanisme du profit en URSS. Mais c’est seulement depuis 1970 que l’on admet cette conception du capitalisme d’État, sans toutefois en tirer la conséquence radicale : là où il y a capitalisation, il y a inévitablement création de prolétariat. Autrement dit, l’URSS a été la seconde étape de création du prolétariat mondial. » « Saisi par la fièvre technicienne, le monde dirigeant de l’URSS obéit aux mêmes lois que le monde dirigeant capitaliste : toujours plus efficace, toujours plus rapide, toujours plus puissant ». Pour Ellul, la formule de Staline, « l’homme est le capital le plus précieux », démontre que le communisme n’est qu’une simple variante du capitalisme : il ne s’oppose à lui qu’en tant que simple superstructure. Partant de là, Ellul étend sa critique à l’ensemble du socialisme et, plus généralement encore, à toute forme d’étatisme : « L’État, quel que soit son adjectif qualificatif (républicain, démocratique, socialiste…), reste un complexe d’appareils bureaucratiques, de moyens de contraintes, et d’apparence de légitimation par une relation fictive au peuple ou au prolétariat. »
Le capitalisme, qu’il soit privé ou étatique, est tout entier focalisé sur l’optimisation de la croissance économique, et donc sur son appareil de production. C’est pourquoi il est entièrement déterminé par le développement de la technique. Ce qui conduit Ellul à conclure : « si Marx revenait aujourd’hui, quel phénomène retiendrait-il pour caractériser notre société ? […] ce ne serait plus ni le capital ni le capitalisme, mais le développement de la technique, le phénomène de la croissance technicienne. »

### Du capital à la technique

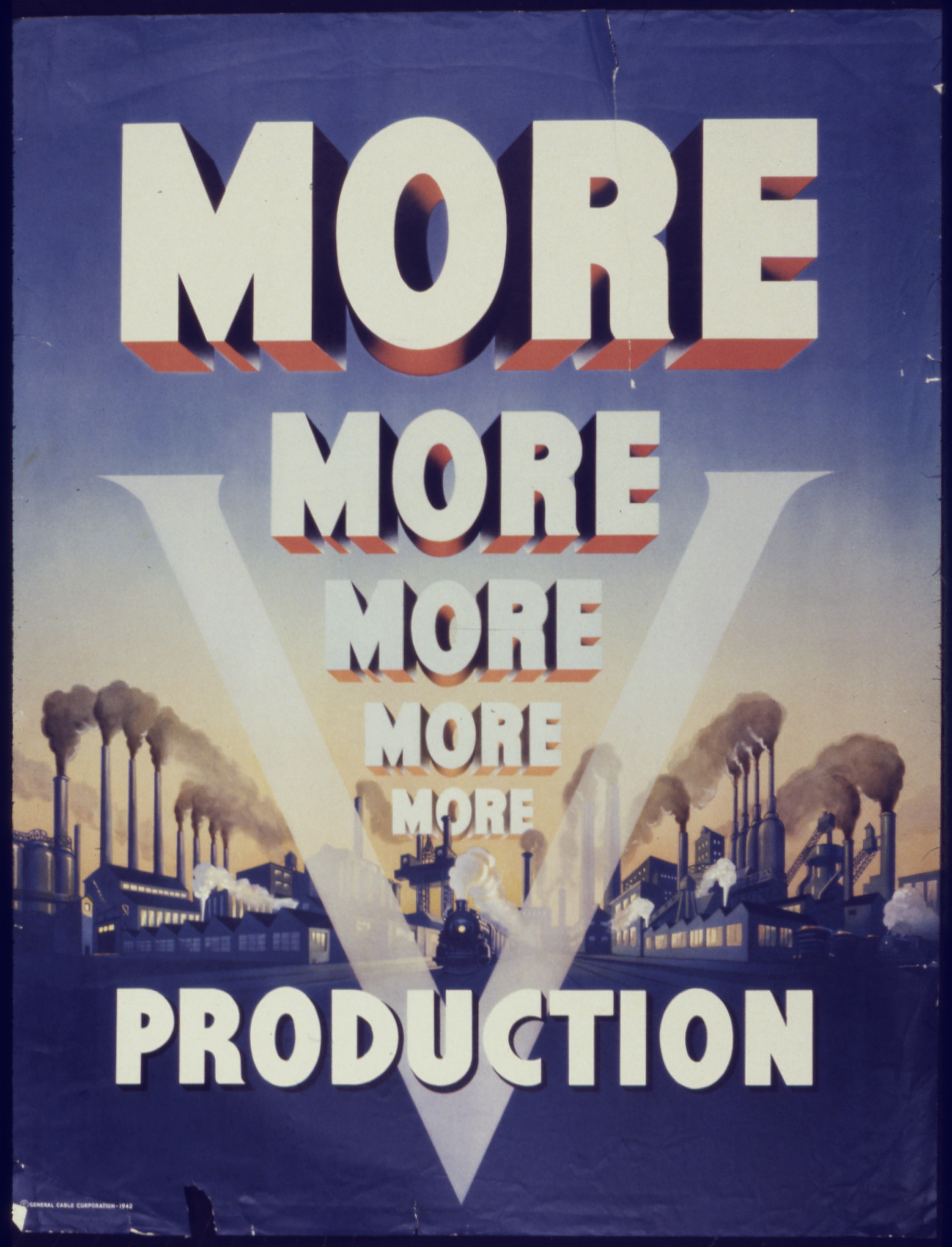
Affiche américaine de la Seconde Guerre mondiale appelant à augmenter les cadences de production.
Selon Ellul, le problème majeur n'est pas le capitalisme mais ce qui l'englobe : le productivisme.

En 1979, lors d’une interview accordée à Willem Vanderburg à Radio Canada, Ellul explique le cheminement qui l’a conduit de Marx à la technique :

« J’ai été amené à me demander si l’analyse par Marx du capital et du capitalisme du XIXe siècle était toujours valable dans le premier tiers du XXe siècle. Par la suite, il nous paraissait, surtout au sein du mouvement personnaliste, qu’il y avait certaines tendances dans la société soviétique et dans la société capitaliste qui étaient extrêmement voisines, que l’on retrouvait au-delà des transformations économiques et des modalités politiques et juridiques. En particulier, on retrouvait la nécessité de développer à tout prix l’industrie et les objets de type technique. »

« Je me suis progressivement rendu compte qu’une transformation s’était effectuée. Marx parlait d’une société dominée par le monde industriel, et, alors qu’en 1930-1940 ce monde industriel était encore dominant, des orientations nouvelles étaient apparues. Ce qui me paraissait comparable dans le monde soviétique et dans le monde capitaliste, c’était précisément le phénomène technique. On pouvait partir de l’idée extrêmement simple qu’une usine d'automobiles en URSS et une usine d'automobiles aux États-Unis, c’est exactement la même chose. Il y avait à des niveaux élémentaires des points communs et nous trouvions là l’occasion de comparer les deux organisations. A mesure que nous analysions l’importance de la technique dans la société, nous nous sommes rendu compte qu’elle devenait progressivement le facteur le plus décisif pour expliquer l'ensemble des phénomènes de notre temps, et qu’elle pouvait, comme élément d’explication, jouer le rôle que le capital avait joué dans l’interprétation de Marx au XIXe siècle. Je ne veux pas dire par là que la technique a la même fonction que le capital, ni que le système capitaliste est un système dépassé. Je sais que le monde capitaliste existe toujours. Mais le capital ne joue plus le même rôle que lorsque Marx l’étudiait au XIXe siècle. Le pouvoir et la capacité de reproduction de la valeur ne sont plus liés au capital mais à la technique. »

### De la société industrielle à la société technicienne

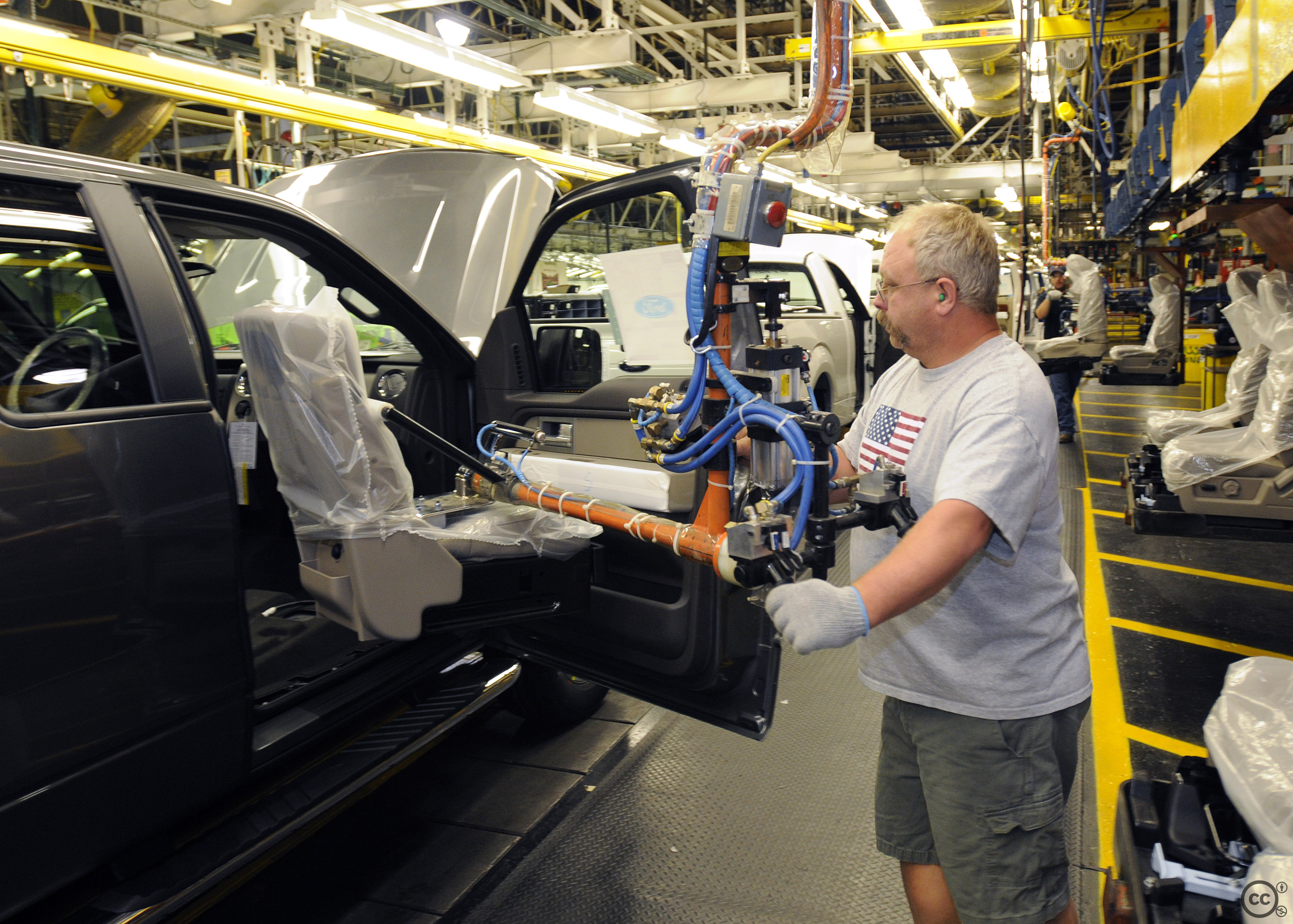
Une chaîne d'assemblage automobile au Kansas.
Systématisée au début du XXe siècle par l'ingénieur Frederick Taylor, la division du travail est un élément constitutif de l'idéologie technicienne : la recherche de l'efficacité maximale en toutes choses, dit Ellul, précède la recherche du profit. L'industrialisation n'est jamais pour Ellul qu'un effet parmi d'autres de l'idéologie technicienne.

En 1935, en compagnie de Bernard Charbonneau, Ellul note que ce qui caractérise en premier lieu la société moderne, c'est une tendance à la « concentration » : concentration de la production (dont les modèles sont l'usine et le travail parcellisé), concentration de l'État (via son administration), de la population (dans les zones urbaines) et concentration du capital. Cette concentration est clairement illustrée dans le phénomène urbain, qui fait dépendre toute la vie de l'homme de la ville, et le labeur du paysan devient un travail au service de la ville, comme l'exprime Charbonneau : « Il fallait donc transformer la campagne, ou plutôt la liquider, sans cela elle eût freiné l'expansion. Le Plan [d'aménagement du territoire] prévoyait donc le passage d'une agriculture de subsistance à une agriculture de marché qui intégrait le paysan dans le cycle de l'argent et de la machine. Il fallait que l'agriculture se mécanise et qu'elle consomme de plus en plus de produits chimiques... », à l'image de l'urbain.
En soi, ce constat n'est pas original. Ce qui l'est, en revanche, c'est son interprétation : « le moyen de réalisation de la concentration est la technique, non pas (en tant que) procédé industriel mais procédé général ». Par cette formule très « générale », les deux jeunes penseurs entendent démontrer que la technique, au XXe siècle, dépasse largement le cadre strict du machinisme et qu'elle est désormais intégrée dans les consciences. Ils jettent ainsi les prémices de l'histoire des mentalités.
Vingt ans plus tard, en 1954, Ellul estime que la technique a changé de statut : si elle a cessé d'être ce qu'elle était depuis toujours, « un vaste ensemble de moyens assignés chacun à une fin », si elle s'est muée en « milieu environnant à part entière », si elle est désormais un phénomène « autonome »,, échappant ainsi de plus en plus au contrôle de l'homme et faisant peser sur lui un grand nombre de déterminations, c'est qu'imperceptiblement elle s'est « sacralisée ».

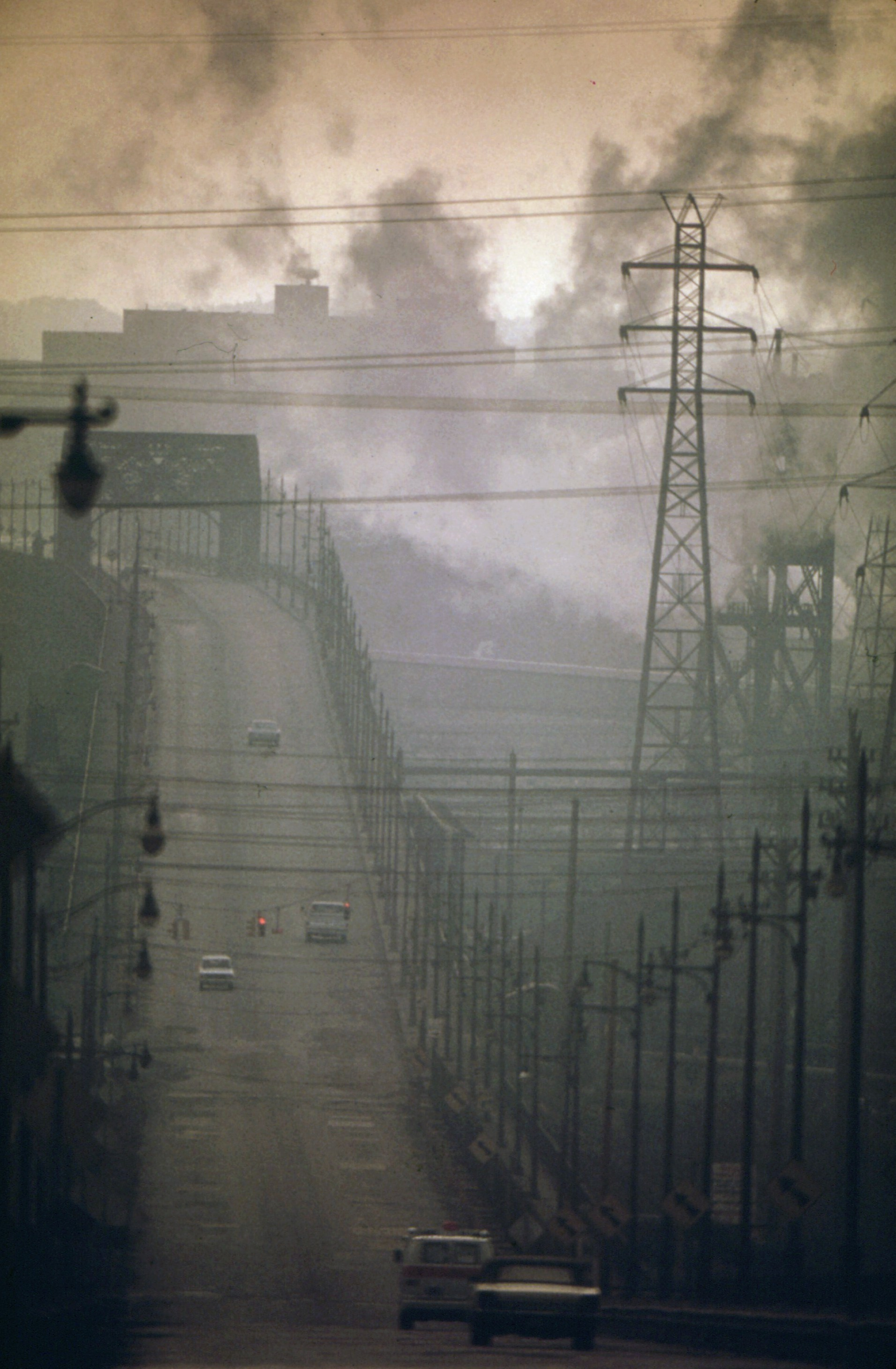
Photo d'un paysage affecté par la pollution aux États-Unis.
La pollution de la planète est la concrétisation de la désacralisation de la nature par une technique elle-même sacralisée. Le problème perdure et reste insoluble, affirme Ellul, car l'homme moderne est persuadé, à tort, qu'il ne sacralise plus rien.

En 1973, Ellul explique en détail ce processus. L'homme ne pouvant s'empêcher de sacraliser son environnement, ce n'est plus la nature qu'il sacralise mais ce par quoi il a désacralisé, profané et même pollué celle-ci : la technique. Et les conséquences de ce « transfert » ne sont pas seulement environnementales, elles sont aussi psychologiques et se traduisent par des comportements de dépendance à l'égard de la technique (que l'on qualifiera plus tard d'addiction). Et cela d'autant plus que, se considérant comme « adulte » par rapport aux périodes du passé, il refuse d'admettre qu'il sacralise quoi que ce soit.
Observant que son analyse n'est guère partagée dans le champ intellectuel, Ellul en tire ses propres conclusions. Si le processus de sacralisation de la technique n'est pas perçu, c'est, affirme-t-il en 1948, parce que « nous vivons dans la religion du fait ». Selon lui, l’ensemble de l’opinion reste rivé sur l’affrontement idéologique Est-Ouest, symbolisé par le rideau de fer, parce qu’il est spectaculaire. En se focalisant sur les « événements », on contourne, dit Ellul, l’essentiel, à savoir le fait qu'à l’Est comme à l'Ouest, on est passé « de la société industrielle, analysée par Marx, à un nouveau type de société, la « société technicienne ». Il poursuit :

« celle-ci ne correspond pas à la société industrielle arrivée à un certain stade de développement, elle est autre chose. […] La société industrielle implique la croissance des machines (car celles-ci constituent la garantie d’un surcroît d’efficacité constant). Or, pour servir les machines, il faut une main-d’œuvre ouvrière. La véritable force productrice de valeur, comme l’a démontré Marx, c’est le travail humain, lequel permet aux machines de fonctionner. [Mais à présent] tout ceci n’est plus vrai : le lien entre les secteurs d’activité, c’est maintenant l’information. Tout repose sur les réseaux d’information et non plus sur les circulations de marchandises. [Grâce à] l’automatisation et l’informatisation, les machines peuvent fonctionner sans intervention humaine. À partir de ce moment, ce n’est plus le travail humain qui est créateur de la valeur mais le perfectionnement technique. Toute la théorie de Marx est donc renversée par le processus technicien. »

À l'Ouest, l'homme se revendique libéral, à l'Est, il se réclame de la révolution, mais, dans les deux cas, argumente Ellul, tout cela n'est que « discours de légitimation ». En réalité, l'homme est « aliéné ». En premier lieu par le travail ; ensuite, par voie de conséquence, par les outils qu'il s'est lui-même forgé au fil du temps : « l'idéologie du travail n'est que l'expression primaire et préalable de l'idéologie technicienne. ». Et c'est parce que ces outils cessent d'être uniquement des moyens  pour se muer en finalités à part entière que, d'une part, il est pieds et poings liés à leur « utilité » (qu'Ellul appelle « nécessité ») et que d'autre part, « ce n’est plus le travail humain qui est créateur de valeur mais la technique ».

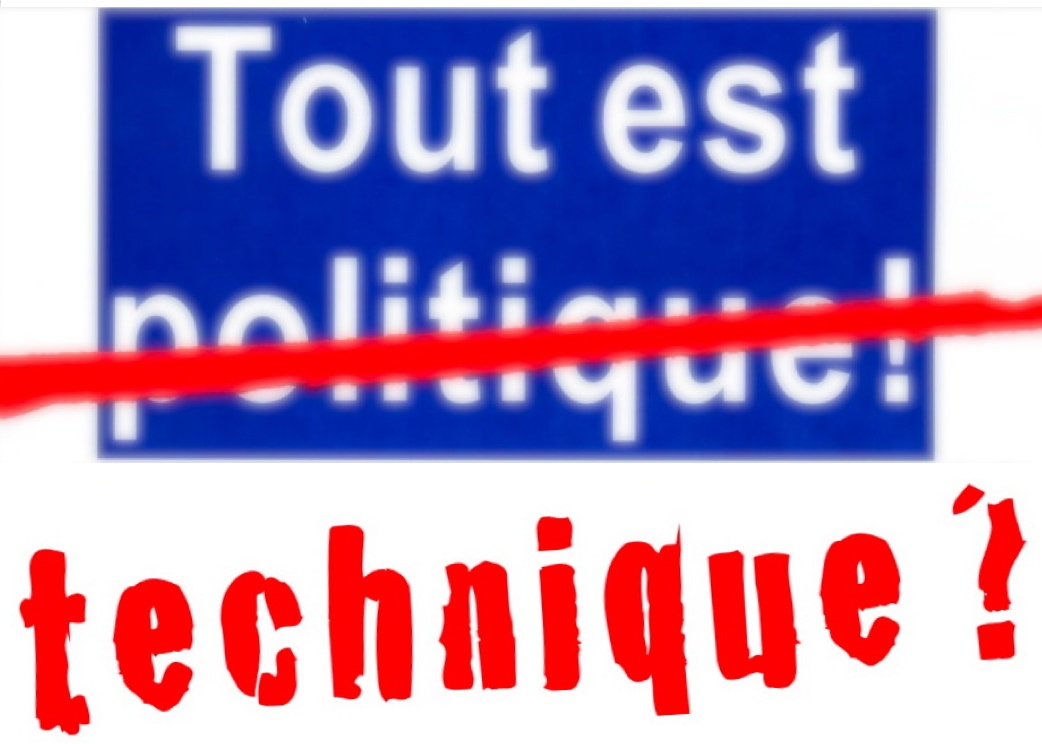
« Tout est technique ? » : slogan de l'association Technologos, créée
en 2012 et d'inspiration ellulienne.

La technique, ne cessant de s'auto-accroître, en vient à substituer ses propres valeurs (le travail, l'utilité, l'efficacité, la croissance économique, le progrès...) à toutes celles du passé, qu'elles soient judéo-chrétiennes (amour du prochain), humanistes (morale) ou républicaines (liberté, égalité, fraternité). Cette idée ne s'imposera pas de son vivant. A fortiori, quand il affirme que « le capitalisme est une réalité déjà historiquement dépassée. Il peut bien durer un siècle encore, cela n'a pas d'intérêt historique. Ce qui est nouveau, significatif et déterminant, c'est la technique », sa position reste presque inaudible.
De fait, quand Ellul rappelle que « ce n'est pas la technique qui nous asservit mais le sacré transféré à la technique », le milieu intellectuel le taxe de technophobe,,, préférant focaliser son attention sur la querelle idéologique Est-Ouest. Son concept de sacralisation en régime de modernité, déjà développé par Roger Caillois, passe très mal auprès d'un public français acquis aux idéaux rationalistes des Lumières. Et quand il est accueilli favorablement, c'est trop souvent dans des milieux technophobes, comme l'évoque le philosophe marxien Jean Zin, « Il faut bien dire pourtant que Jacques Ellul vaut mieux que ses partisans, dont la technophobie est souvent trop primaire et pleine de contradictions (se limitant en fait au rejet des techniques les plus récentes) ».
Les seules analyses contemporaines dans lesquelles Ellul se retrouve sont celles de l'économiste américain Robert Theobald (en) et celle du philosophe tchèque Radovan Richta (protagoniste du Printemps de Prague en 1968), à laquelle il consacre une partie de ses cours à Bordeaux.

### Du propagandé au propagandiste

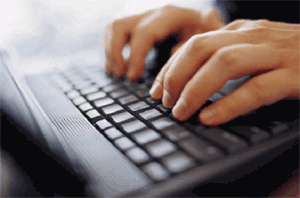
Sans être révolue, la dichotomie propagandiste-propagandé est dépassée, argumente Ellul en 1962. Au XXe siècle, en effet, la plupart des humains sont les propagateurs inconscients d'une nouvelle idéologie : ils s'obstinent à croire que la technique est un phénomène neutre et que tout dépend de l'usage qu'ils en font, alors qu'en l'absence de toute posture critique à son égard, elle est devenue leur nouveau milieu.
« La technique est désormais un processus autonome : tout problème technique rencontré appelle une solution technique et quasiment l'ensemble des hommes participent à ce cycle incessant, sans discernement ».

Ellul considère que la société technicienne résulte d'un processus de conditionnement des consciences extrêmement complexe, processus appelé propagande. Qualifié d'« ouvrage pionnier » par l'historien Christian Delporte, son livre Propagandes (1962, traduit aux États-Unis en 1965) sert toujours de référence à l'étude de ce phénomène complexe et multiforme,. Ellul est vu comme le théoricien par excellence du phénomène de la propagande et de ses effets, et sa lecture est encore pertinente aujourd'hui, tant pour le critique allemand Norbert Bolz que pour l'Américain Ron Schleifer, la Britannique Jacquie L'Etang ou la Québécoise Danielle Maisonneuve.
Dans Propagandes, Ellul établit une distinction entre la propagande politique, perceptible à des degrés divers dans tous les régimes (de la dictature à la démocratie avancée) et la propagande sociologique, qui résulte elle-même du développement au XXe siècle des sociétés de masse, dans lesquelles l'individu est placé au cœur d'un jeu d'influences multiples. C'est ce deuxième type qu'il s'attache surtout à étudier. Il en montre l'importance croissante, faisant observer que la démocratisation des techniques de l'information les plus sophistiquées rend toujours plus relatives et floues les traditionnelles distinctions entre « information » et « propagande » et entre « propagandistes » et « propagandés ».
Son approche de la propagande passe cependant presque inaperçue au regard de positions beaucoup plus connues, comme celles de Noam Chomsky. Elle se démarque radicalement du schéma opposant frontalement dominants et dominés, pour s'inscrire au contraire dans une réflexion sur l'aliénation, dans le sillage d'un Étienne de La Boétie (Discours de la servitude volontaire, 1574) : si l'homme se trouve dans une situation de subordination, ce n'est pas seulement consécutivement à une oppression d'autrui mais aussi parce que de manière inconsciente, il refuse d'assumer certaines responsabilités. Sa liberté lui étant au fond insupportable, il préfère s'inventer mille prétextes afin de s'en détourner plutôt que de la vivre pleinement.
Ce qu'Ellul appelle « sacralisation de la technique » relève donc de l'idéologie et rejoint le concept contemporain de fuite de soi. C'est pourquoi, insiste-t-il, « croire que l'on modifiera quoi que ce soit par la voie institutionnelle est illusoire », la politique, dans son ensemble, est elle-même une gigantesque illusion ; ce qui importe fondamentalement, c'est que les hommes, dans leur singularité, revoient chacun leur façon de penser le monde. À cet égard, la pensée d'Ellul rejoint celle de deux de ses contemporains, Guy Debord et Jean Baudrillard respectivement à l'origine des théories de la société du spectacle (1967) et de la simulation, et qu'il mentionne régulièrement dans ses livres. Les trois essayistes ont en commun le fait de privilégier le concept d'aliénation à celui de domination.

### La technique au cœur du monde contemporain

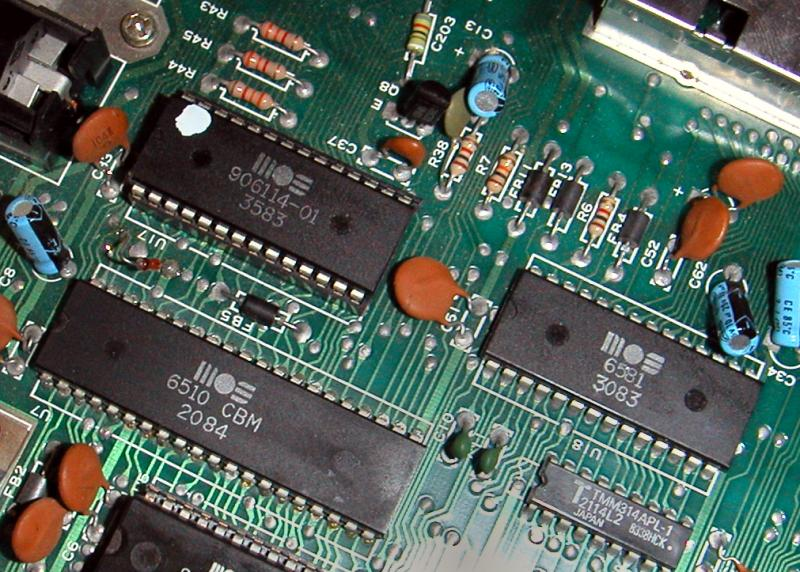
Détail d'un circuit imprimé d'ordinateur. C'est une erreur d'analyse très répandue, dit Ellul, que de confondre « la technique » avec « les machines » ou « les techniques », qui n'en sont que les manifestations les plus spectaculaires.

En 1988, Ellul écrit : « je voudrais rappeler une thèse qui est bien ancienne, mais qui est toujours oubliée et qu'il faut rénover sans cesse, c'est que l'organisation industrielle, comme la « post-industrielle », comme la société technicienne ou informatisée, ne sont pas des systèmes destinés à produire ni des biens de consommation, ni du bien-être, ni une amélioration de la vie des gens, mais uniquement à produire du profit. Exclusivement ». S'il n'évoque pas ici le capitalisme, c'est que, depuis 1935, il considère que tout régime, quelle que soit l'idéologie qu'il propage, ne poursuit d'autre but que de perfectionner sans cesse la technique afin d'accroître sa productivité. Dès lors, à ses yeux, le combat idéologique gauche-droite n'est qu'un épiphénomène tandis que l'essentiel réside dans les consciences, à travers le monde :

« Dans l'État capitaliste, l'homme est moins opprimé par les puissances financières […] que par un idéal bourgeois de confort, de sécurité et d'assurance. […] C'est cet idéal qui donne leur importance aux puissances financières »

Dès 1954, Ellul pose son diagnostic : « il est vain de déblatérer contre le capitalisme : ce n’est pas lui qui crée ce monde, c’est la machine ». Si aujourd'hui l'économie exerce un poids si déterminant sur la politique, c'est que le développement exponentiel de la technique (en particulier en robotique et en informatique) conditionne lui-même l'ensemble de l'économie.
La technique ne se résume donc plus au seul machinisme : l'appareil d'État tout entier constitue son mode de fonctionnement : « toute la loi de cet appareil, c'est l'efficacité. Il est vraiment en relation avec le monde et l'idéologie de la technique par cet impératif. La bureaucratie n'a rien à faire ni à voir avec les valeurs. […] Elle est là pour fonctionner et faire fonctionner un ensemble politico-économico-social. […] Elle ne peut considérer les individus. Elle obéit à la seule règle d'efficacité. [… Et] si un but est fixé par le politique, il se dilue dans l'appareil (bureaucratique) et n'a bientôt plus de sens ».Alors que la critique dominante du capitalisme (telle qu'elle s'exprime par exemple à travers le mouvement altermondialiste) se focalise sur la lutte des classes et la dénonciation des marchés financiers, la critique ellulienne fait apparaître que les inégalités sociales ne seraient pas ce qu'elles sont devenues si l'on avait réalisé plus tôt que ces marchés ne sont rien d'autre que d'immenses réseaux informatiques.
Le philosophe américain Craig Hanks (en) fait remarquer qu'Ellul est, aux côtés de Jürgen Habermas, Martin Heidegger, Gilbert Simondon, André Leroi-Gourhan et Günther Anders, l'un des principaux penseurs de la technique au XXe siècle,, dont il a méthodiquement prédit les dérives. Toutefois, à l'exception de Simondon, Ellul ne fait guère référence aux autres figures de cette critique en raison d'une « méfiance naturelle à l'égard de la philosophie », qu'il juge trop « abstraite ». Il ne cache pas son aversion pour Heidegger, en raison de son affiliation au nazisme. En revanche, il mentionne à de nombreuses reprises les recherches de l'économiste tchèque Radovan Richta (par ailleurs marxiste dissident), en particulier dans ses cours à l'IEP de Bordeaux.

### Révolte et révolution

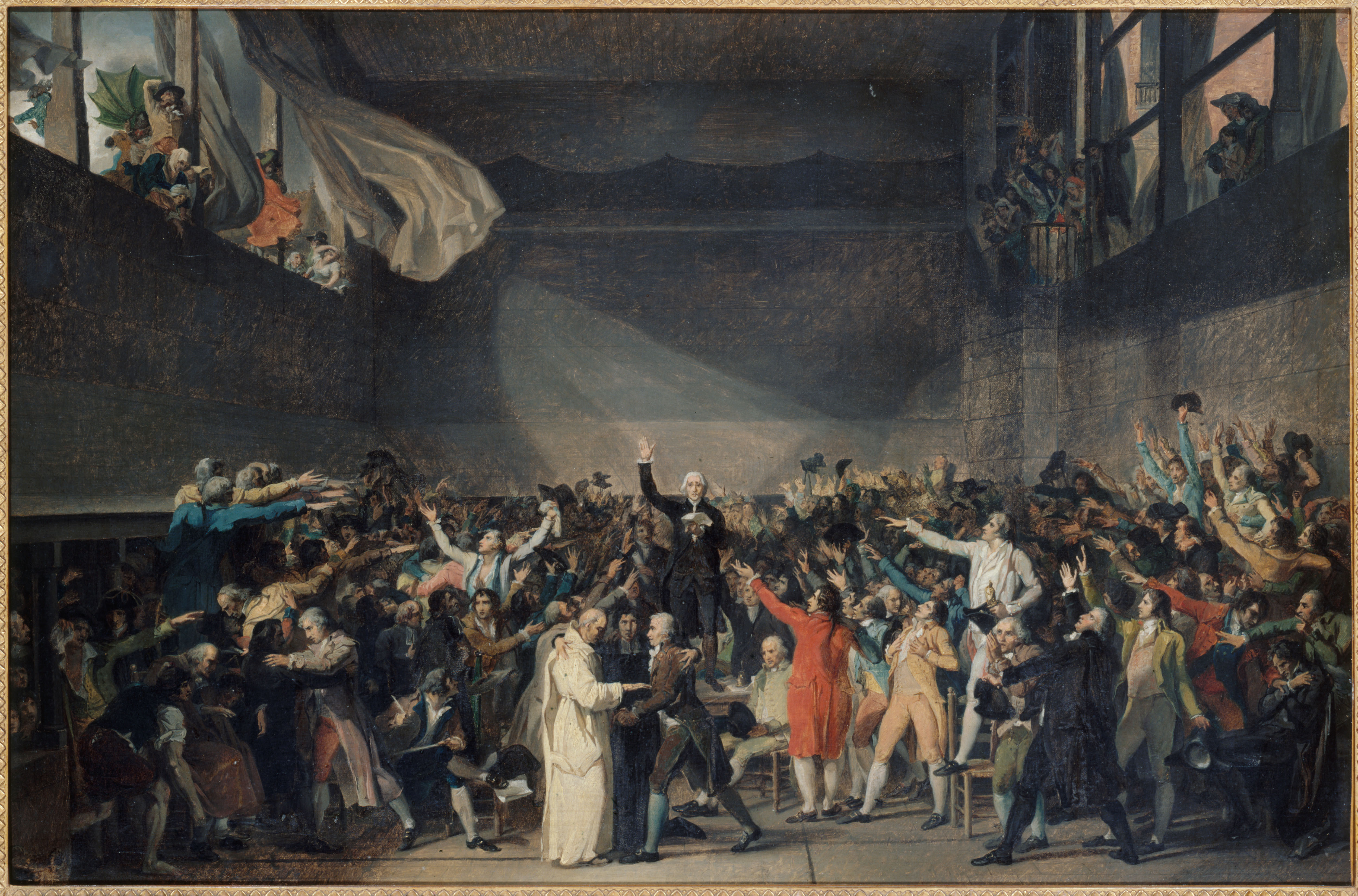
Le Serment du jeu de paume par David, musée Carnavalet.
Toutes les révolutions, estime Ellul, servent en premier lieu les intérêts d'une classe dominante, et consolident l'appareil d'État, lui-même fondement de l'idéologie technicienne.

L'idéal révolutionnaire accompagne Jacques Ellul depuis ses années d'études jusqu'à la fin de sa vie alors que le mot « révolution » est devenu lui-même extrêmement dévalué. Il consacre trois ouvrages à ce thème : Autopsie de la révolution, en 1969 ; De la révolution aux révoltes, en 1972 ; Changer de révolution. L'inéluctable prolétariat, en 1982.
Le concept ellulien de révolution diffère sensiblement du sens que l’on donne habituellement à ce terme. Il prend naissance dans le mouvement personnaliste des années 1930. Il écrit à cette époque : 

« Actuellement, toute révolution doit être immédiate, c'est-à-dire qu'elle doit commencer à l'intérieur de chaque individu par une transformation de la façon de juger […] et d'agir. C'est pourquoi la révolution ne peut plus être un mouvement de masse et un grand remue-ménage […]. C'est pourquoi encore il est impossible actuellement de se dire révolutionnaire sans être révolutionnaire, c'est-à-dire sans changer de vie. […] Nous verrons le véritable révolutionnaire non pas dans le fait qu'il prononce un discours […] mais dans le fait qu'il cesse de percevoir les intérêts de son argent. »

Ellul avance ainsi l'idée que la révolution authentique se révèle non pas dans des paroles abstraites, quand bien même elles sont argumentées, mais dans les actes personnels et répétés au quotidien. Même s'il rappelle les origines chrétiennes de cette idée, il ne la réduit pas à l'application d'une simple morale individuelle. Il la fonde sur une analyse (une « autopsie », comme il l'appelle) du phénomène révolutionnaire tel qu'il se manifeste dans l'Histoire. Distinguant ainsi le concept de révolution de celui de révolte, il les oppose l'un à l'autre.
Deux traits caractérisent la révolte : d'une part, le sentiment de vivre une situation intolérable : « le révolté n’a pas de futur parce que ce futur ne peut être que l’aggravation du présent, et ce présent, il n'en veut plus. De ce fait, la révolte se résume à un acte désespéré » ; d'autre part « la désignation d’un ennemi et l’accusation portée contre lui ».
La révolution, quant à elle, « n’est pas une révolte ayant réussi ». Ce qui la caractérise d'abord, c'est qu'à la différence de la révolte, viscérale et impulsive, elle s’appuie sur une doctrine et cherche à s’appliquer au réel. Elle n’a rien de désespéré. Au contraire, elle cherche à s’institutionnaliser en suivant une méthode et elle vise toujours un certain ordre. Et cet ordre, c'est la constitution étatique.
Le « destin récurrent de la révolution », argumente Ellul, c'est qu'elle est « la prise en charge d'une aspiration populaire par une classe dominante : une classe qui, au passage, n'oublie pas ses propres intérêts et qui, ce faisant, finit toujours par trahir l'impulsion populaire initiale [...] Le mouvement de l’histoire non seulement ne précipite pas la chute de l'État mais il le renforce. C’est ainsi, hélas, que toutes les révolutions ont contribué à rendre l’État plus totalitaire ». Et c'est pourquoi, conclut-il, « croire que l'on modifiera quoi que ce soit par la voie institutionnelle est illusoire ».
Ellul considère que l'humanité vit aujourd'hui une situation paroxystique : d'une part, pour contrer l'ordre technicien et marchand, une révolution reste « absolument nécessaire » mais, d'autre part, sous sa forme classique, elle est « rigoureusement impossible ». La seule solution pour que la révolte ne soit pas instrumentalisée par une classe et ainsi détournée de son but premier, c'est une remise en cause radicale de l'État.
Ce serait toutefois un contresens que de ranger Ellul parmi les penseurs libéraux qui fustigent l'État-providence, dans la mesure où il ne conteste pas — au contraire — le principe d'une politique redistributive des richesses. Mais, dans le sillage d'un Nietzsche qui ne voyait dans l'État qu'un « monstre froid » et dans la même optique que Bernard Charbonneau, Ellul fustige l'État en raison de son gigantisme et de son centralisme, lesquels, estime-t-il, réduisent l'individu à n'être qu'un élément impuissant et non un « acteur », comme il aimerait se le faire croire à lui-même.
Opérant un distinguo entre « la politique », qu'il considère comme une illusion et « le politique », Ellul ne cache pas son intérêt pour les écrits de Proudhon et affiche ouvertement ses propres orientations : « je considère l’anarchisme comme la forme la plus complète et la plus sérieuse du socialisme, ».

### De l'aliénation à la liberté

La Liberté guidant le peuple, de Delacroix, 1830.
Contrairement à ce qu'ils ne cessent de clamer, affirme Ellul, les hommes n'aiment pas la liberté car elle les engage à la responsabilité, posture à laquelle ils préfèrent de loin le bénéfice du confort matériel. Toutes les déclarations relatives à la liberté dans les sociétés modernes ne sont donc que des discours de justification à la gloire de l'individu au détriment des liens communautaires, fortement dévalués.

Aux yeux d’Ellul, ce que l’on appelle « individualisme » n’est pas une réalité mais une pure construction de l’esprit. Il remet en cause la notion même d’individu, telle qu’inventée par les Lumières, comme un être autonome, rationnel, affranchi de toute pensée religieuse et de tout préjugé, parvenu de ce fait à une forme de maturité. Selon lui, ce concept est apparu dans une société qui s’est massifiée et « ne sert qu'à masquer et compenser les complexes » que celle-ci génère immanquablement.
Ellul s’emploie à analyser le mythe de l’homme devenu adulte : « L’erreur première de ceux qui croient à un monde majeur, peuplé d'hommes prenant en main leur destin, c’est d’avoir une vue purement intellectuelle de l’homme. Mais voilà : être non-religieux n’est pas seulement une affaire d’intelligence, de connaissance, de pragmatisme ou de méthode, c’est une affaire de vertu, d’héroïsme et de grandeur d’âme. Il faut une ascèse singulière pour être non-religieux. » Pour Ellul, cet homme qui se prétend « moderne » ne fait rien d’autre que mythifier la science, sacraliser la technique et l’État et élever la politique au rang de « religion séculière », expression qu'il emprunte à Raymond Aron.
Ellul associe ces réflexes au fait que : « l’homme n’est pas du tout passionné par la liberté, comme il le prétend. La liberté n’est pas chez lui un besoin inhérent. Beaucoup plus constants et profonds sont les besoins de sécurité, de conformité, d’adaptation, de bonheur, d’économie des efforts… et il est prêt à sacrifier sa liberté pour satisfaire ces besoins. Certes, il ne peut pas supporter une oppression directe, mais qu’est ce que cela signifie ? Qu’être gouverné de façon autoritaire lui est intolérable non pas parce qu’il est un homme libre mais parce qu’il désire commander et exercer son autorité sur autrui. L’homme a bien plus peur de la liberté authentique qu’il ne la désire ».

Ellul explique ainsi cette « peur de la liberté » : 

« née au XVIIIe siècle avec les développements de la technique, l’aliénation s’accompagne de tout un arsenal discursif sur la liberté, notamment chez les philosophes. Ceux-ci négligent délibérément tout ce que la sociologie, la science politique, l’économie politique, la psychologie sociale nous apprennent de l’homme. Dès lors, leur littérature nous introduit dans un univers de rêve et d’inconsistance : tout y est verbalement possible mais nous ne dépassons pas le verbal. Il faut voir là plus qu’un simple phénomène compensatoire. Nous sommes ici au niveau de ce que Marx appelle l’idéologie : ces philosophes sont les vecteurs de ce que l'on a appelé « la fausse conscience ». En invoquant une liberté qu’ils ne font que présupposer, ils cautionnent — au moins inconsciemment — l’aliénation causée par le système économique : ils la justifient. Le poids des déterminations économiques est d’autant plus lourd qu’il est justifié bien au-delà de la sphère économique. Ainsi, plus notre civilisation devient complexe, plus il se produit une intériorisation des déterminations. Celles-ci sont de moins en moins visibles, externes, contraignantes, choquantes. Elles deviennent bénévoles et insidieuses, se présentant même pour le bonheur. Si bien que leur poids n’est pas ressenti comme tel et qu’elles sont acceptées comme des évidences. Ainsi justifiée, notre aliénation devient quasiment indolore. »

Ellul distingue ainsi la « liberté-prétexte » de la liberté authentique :

« Ce qu’on appelle le plus souvent « liberté » n’est en fait qu’un prétexte que l’on se donne pour suivre ses penchants naturels. En son nom, on peut tout faire, aussi bien une chose et son contraire ! À l’opposé, la vraie liberté est la marque de l’unité de la personne, de sa cohérence, de sa continuité, de sa fidélité à autrui. Elle s’incarne dans la durée. […] La liberté-prétexte est le fondement de toute notre société, c’est celle du libéralisme économique, qui autorise le plus fort à écraser autrui, et celle du libéralisme politique, qui permet à la classe bourgeoise de justifier sa domination sur la classe ouvrière. […] En lui-même, le principe de la justification constitue une négation de la liberté. Se justifier soi-même est la plus grande entreprise de l’homme, après la volonté de puissance. »

La sacralisation de la technique par l’homme ne se définit donc pas autrement que comme l’intériorisation et l’acceptation des contraintes que celle-ci exerce sur lui, inconsciemment. Loin de pouvoir conclure à une « haine du travail » chez Ellul, il s'agit d'une critique du caractère aliénant de l'idéologie technicienne : les idéologies « travaillistes » du nazisme et du communisme y sont donc condamnées.

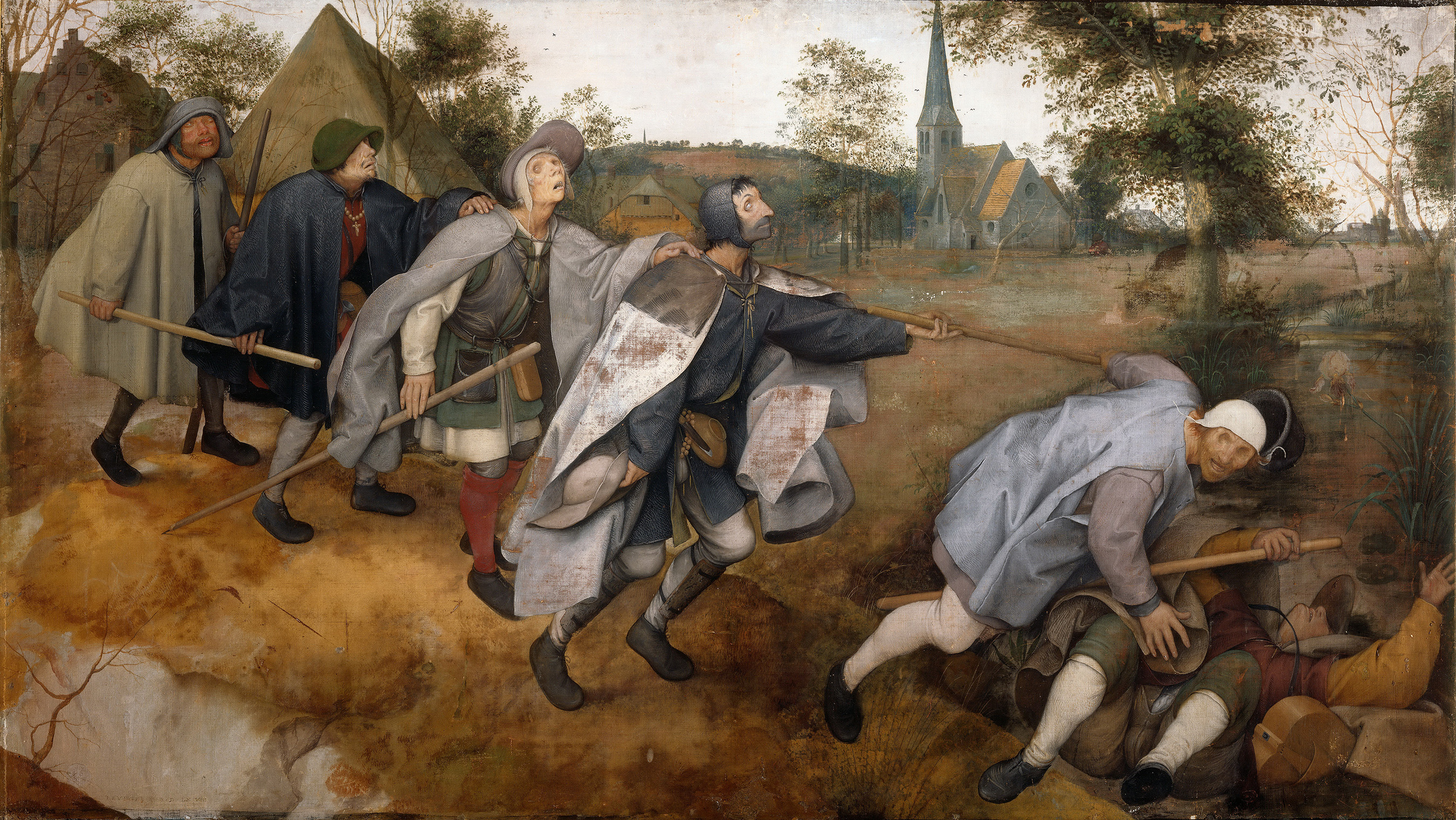
La Parabole des aveugles, de Bruegel, 1568.
Selon Ellul, une nouvelle forme de totalitarisme est à craindre au XXIe siècle : le conformisme.

À partir des années 1980, Ellul apporte sa propre réponse : « Si la technique est totalisante, c’est-à-dire si le système technicien est capable d’intégrer tous les phénomènes nouveaux au fur et à mesure qu’ils se présentent, si la technique est récupératrice, c’est-à-dire si tous les mouvements révolutionnaires sont finalement récupérés par elle, qu’est-ce qui peut bien lui échapper ? D’un point de vue humain, rien. Il faut donc une forme de transcendance ». Ellul témoigne de sa propre expérience : « Je ne veux pas dire que Dieu interviendra directement sur la technique, comme à la Tour de Babel, pour la faire échouer. Mais c'est avec l'appui de la révélation du Dieu biblique que l'homme peut retrouver une lucidité, un courage et une espérance qui lui permettent d'intervenir sur la technique. Sans cela, il ne peut que se laisser aller au désespoir ». En invoquant l’expérience de la transcendance pour répondre à un problème spécifiquement historique, Ellul en appelle à une dialectique entre le rationnel et l’irrationnel, remettant ainsi en cause les principes de l’humanisme et de la modernité, centrés sur l'exercice du seul entendement. Un important conflit de valeurs l'isole ainsi au sein de la communauté intellectuelle, d’autant que ses arguments prennent pour le non-croyant le sens d’un défi incommensurable. Si en effet, comme il l’affirme, l’aliénation ne vient pas de la technique mais du « sacré transféré à la technique », que lui propose-t-il pour se libérer de ce sacré ? Quelle forme pourrait prendre sa transcendance à lui ? Questions auxquelles Ellul se garde de répondre, au motif qu’il n’entend pas se substituer à la responsabilité de son lecteur.

## Approche dialectique

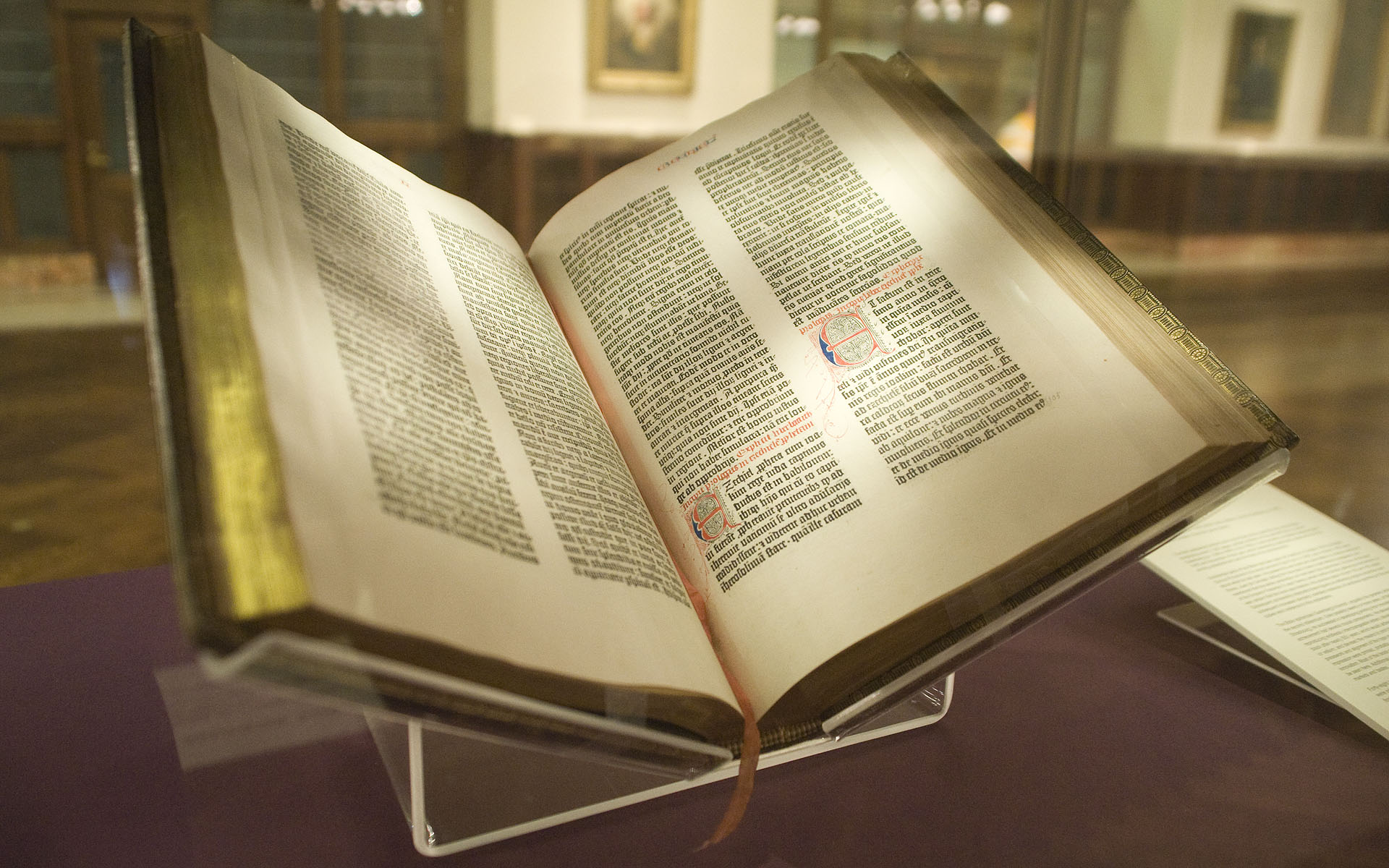
Exemplaire de la Bible de Gutenberg exposé à New York.

Ellul voit dans la pensée biblique le fondement de la dialectique : posant beaucoup plus de questions qu'énonçant des sentences, le Livre nous inciterait à penser le monde de façon duelle, au-delà de toute considération théologique.
En 2005, Patrick Troude-Chastenet écrit : « dans une ère de spécialisation outrancière, particulièrement à l'Université malgré les appels rituels à la pluridisciplinarité, ce polygraphe a pris le risque de passer pour un aimable touche-à-tout. […] Son inclassabilité renvoie au statut problématique d'une œuvre, divisée en deux registres distincts mais en étroite correspondance ».
Pour Ellul, ce « statut problématique » prend le nom de « dialectique ». Il s’en explique lui-même à plusieurs reprises durant les années 1980.

« Il y a deux aspects de la dialectique : une dialectique des idées mais aussi une dialectique des faits, de la réalité. Déjà, chez Platon, le dialecticien est celui qui voit la totalité. La dialectique n’est pas seulement une façon de raisonner par question et par réponse mais un mode de saisir le réel qui embrasse à la fois le positif et le négatif, un système de pensée vigoureux qui prend en compte le oui et le non sans exclure l’un des deux ni choisir entre eux puisque tout choix exclut une partie de la réalité. En d’autres termes, les facteurs contradictoires ne s’opposent pas l’un l’autre de façon statique ou inerte. Ils sont en interaction. La simple formule thèse, antithèse, synthèse implique déjà cette transformation des deux premiers facteurs en un troisième qui n’est ni la suppression de l’un des deux, ni leur confusion, ni leur addition. À ce point, l’idée de temps ou d’histoire s’introduit dans la dialectique. Les facteurs contradictoires ne peuvent subsister sans s’éliminer l’un l’autre pour autant qu’ils sont corrélatifs dans un mouvement temporel qui conduit à une nouvelle situation. Ainsi, il n’y a pas d’état fixe de l’objet que je puisse lui imposer. Le flux du temps est introduit dans la connaissance elle-même. »

C’est donc au nom de la dialectique qu’Ellul se réfère aussi bien à Karl Marx qu’à la Bible, qu’il se démarque de la quasi-totalité des intellectuels de son temps et qu’il leur reproche, lorsqu’ils se posent en spécialistes d’une question, d’idéaliser le principe de l’objectivité et de s’inscrire dans le sillage du scientisme : « Je ne peux admettre une sociologie qui se borne à connaître les mécanismes purement objectifs des sociétés en excluant la question de leur sens. […] On ne peut pratiquer aucune science humaine sans sympathie pour l’humain que l’on étudie : c’est cette sympathie qui est l’une des garanties de l’objectivité ». Ce propos dénonce l’étroitesse d’une certaine interprétation du principe de neutralité axiologique, défini en 1919 par le sociologue Max Weber dans Le Savant et le politique.
Dans Le Système technicien, Ellul dit :

« La Technique ne se contente pas d'être le facteur principal ou déterminant, elle est devenue Système, et l'homme est au service de la technique plus qu'elle ne le sert. »

Là où la conception de l'auteur peut sembler purement et simplement négative, Jacques Dufresne affirme que loin d'être trop critique, « Ellul est le "Newton" de l'univers technique. »
Ellul explique :

« Il y a une grande différence entre le scientisme (idéologie du progrès) du XIXe siècle et l'idéologie technicienne qui naît au XXe siècle : tandis que la première était formulée explicitement par ses "grands prêtres", tels Renan, la seconde s'exprime de façon universelle depuis les couches profondes de l'inconscient. Pour être identifiée, il importe que l'homme se reconnaisse comme sujet sacralisant, ce qui exige de lui un travail dialectique, dont la technique le détourne. »

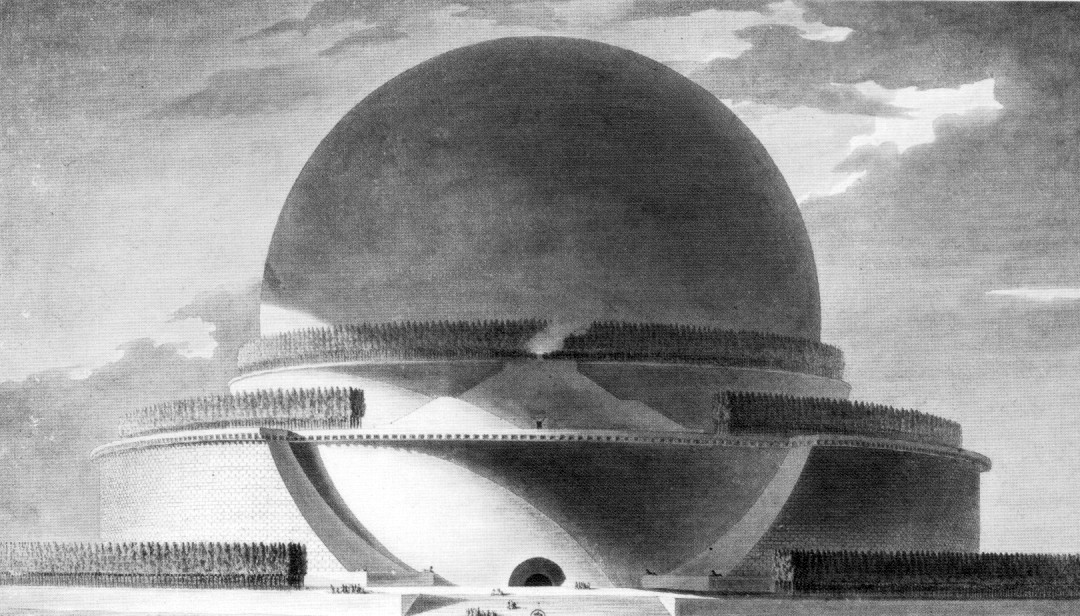
Étienne Boullée, Projet de cénotaphe pour Newton, 1784.

Ellul considère que c’est sous l’effet de la technique que le mode de pensée occidental au XXe siècle est devenu de plus en plus exclusif. Non seulement l’intellectuel se voit aujourd’hui sommé de choisir « entre la science ou la foi » mais, entre les deux, il choisira de préférence la science car celle-ci est par nature discriminante. Pour Ellul, ce mode de pensée finit par avoir deux effets. Sur le plan psychologique, il « divise » l’homme, le coupe de ses instincts et l’expose à un conflit permanent avec lui-même. À terme, « le principe de non-contradiction est un principe de mort [tandis que] la contradiction est la condition d’une communication ». Sur le plan sociologique, ce principe conduit à une situation où il n'y a plus de mystère, par conséquent où il n'y a plus de débat possible : « le conformisme est le totalitarisme de demain », conclut Ellul en 1993, quelques mois avant de s'éteindre.
Certes, la dialectique suppose une pratique laborieuse de l’autocritique : « quand je rencontre quelqu’un avec qui je suis spontanément d’accord, je commence par chercher les points de désaccord. » Mais à terme, cette tension finit par devenir productive dans la mesure où la dialectique met en contact l’extériorité et l’intériorité, qu’Ellul appelle respectivement la « réalité » et la « vérité ». Elle lui garantit son « unité » par le fait qu’elle « implique la certitude de la responsabilité humaine et par là, une liberté de choix et de décision ».
Ellul insiste sur le fait que la dialectique, ne relevant pas uniquement de l’opération intellectuelle mais engageant celui qui l’assume dans la totalité de son expérience vécue, constitue pour lui une épreuve. Lui-même reconnaît avoir d’abord mal vécu cet écartèlement :

« le plus inconfortable était d’être en présence de deux penseurs [aussi] exclusifs et totalitaires [que Calvin et Marx]. Dans ces conditions, ou bien je me figeais à l’endroit de ce déchirement et je devenais littéralement schizophrène, ou bien je dépassais la contradiction en marchant sur mes deux jambes, réussissant à chaque fois à répondre à telle situation historique ou politique. Le développement de ma pensée ne pouvait être que dialectique. […] Il devenait possible d’être rigoureux intellectuellement avec Marx pour ce qui concerne l’interprétation du monde [tout en étant] convaincu que la révélation apporte une vérité existentielle fondamentale. […] Ces deux vérités [pouvaient] être vécues ensemble. Je dis bien vécues, et non pas conciliées intellectuellement dans un système. »

## Cheminement spirituel (volet théologique)
(avril 2025).

### Bible, liberté et responsabilité

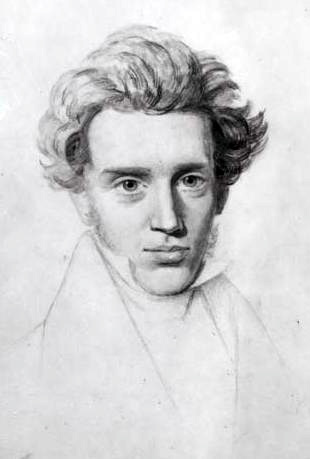
Søren Kierkegaard compte parmi les principales sources d'influence de la pensée de Jacques Ellul.

En tant que théologien, Ellul est l'auteur de deux types d'écrits : d'une part des ouvrages centrés sur son analyse critique de l'Église contemporaine ; d'autre part des commentaires de différents textes extraits de la Bible, notamment la Genèse, le livre de Jonas, le second livre des Rois, l'Ecclésiaste, l'Épître aux Romains et le livre de l'Apocalypse.
On peut retenir quatre caractéristiques de l'approche ellulienne des textes bibliques :
- tout d'abord, comme le souligne le théologien protestant Frédéric Rognon, « Jacques Ellul ne conçoit pas la Bible  comme un livre de recettes ni même comme un livre de réponses à nos questions. Si nous y entrons avec des questions, celles-ci n'y trouvent pas réponse mais y subissent un « déplacement », un « décentrement », si bien que nous ressortons de la Bible avec nos questions renouvelées et de nouvelles questions qui nous sont posées. C'est à nous d'y répondre « librement », c'est-à-dire d'être « responsables » en assumant nos réponses. La Bible est donc un livre qui renvoie l'homme à sa liberté et à sa responsabilité[62] ». Très régulièrement, dans ses livres mais aussi lors de ses rares passages à la télévision[63], Ellul présente la Bible comme « un livre de questions », ce en quoi, précise-t-il, « la foi non seulement se différencie de la croyance mais s'oppose à elle[63] » ;
- seconde caractéristique : la dialectique entre « réalité » et « vérité ». Ellul rappelle que les faits rapportés dans Le Livre de Jonas, par exemple (Jonas vivant trois jours et trois nuits dans le ventre d'un grand poisson), non seulement ne peuvent être considérés comme réels mais sont tout à fait invraisemblables. Pour autant, précise-t-il, ce récit est « vrai » dans la mesure où son auteur non seulement s'engage à nous parler de sa relation personnelle à Dieu mais où l'on peut y discerner une critique théologique de la technique avant la lettre, l'homme y étant décrit dans sa tentation de conduire sa vie en se passant de Dieu[sp 52]. De même, le Second livre des Rois montre la relativité du politique, en tant que lieu de la plus grande affirmation de cette prétention à l'autonomie[sp 53]. Quant à l'Apocalypse, qui est à la fois le dernier livre de la Bible chrétienne et le plus énigmatique, Ellul, qui y consacre deux ouvrages, invite son lecteur à y voir un moyen d'interpréter la réalité en mettant en valeur ce qu'il y a de plus mystérieux en elle ;
- troisième élément qui singularise l'approche ellulienne : presque tout au fil de son déroulement, la Bible est montrée comme un livre qui fustige la religion tout autant que les pouvoirs en place[64] et qui met en valeur le dialogue direct (sans aucun intermédiaire) entre l'homme et Dieu. Tout en reconnaissant sa dette intellectuelle envers Søren Kierkegaard et Karl Barth, Ellul se démarque ici de la plupart des exégèses qui désignent le péché et le Salut comme l'alpha et l'oméga de la lecture biblique. L'amour et le pardon de Dieu sont à ses yeux inconditionnels[réf. nécessaire].
- enfin, à l'instar de Kierkegaard, Ellul relativise l'importance des exégèses bibliques, y compris la sienne, qu'il range au registre des « vanités »[sp 54]. Il importe, dit-il, « de se laisser d'abord saisir par la beauté du texte, le recevoir dans l'émotion et l'écoute silencieuse comme une musique, et laisser sa sensibilité, son imagination parler avant de vouloir analyser et « comprendre »[sp 55] ».

### Foi contre religion

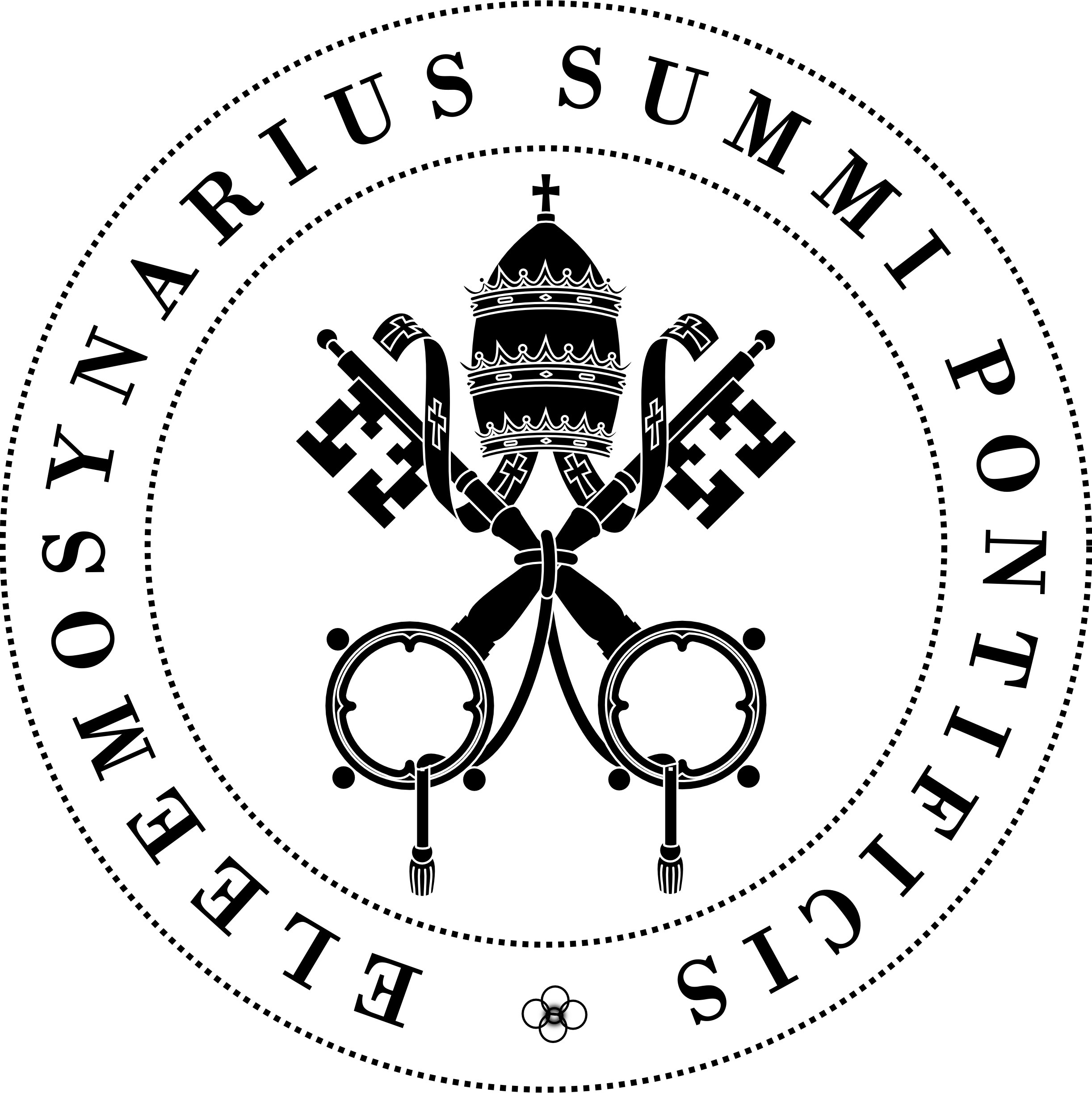
La religion, en tant que phénomène institutionnel, subvertit celui de la foi. "Le christianisme est la pire trahison du Christ" affirme Ellul en 1982.
Sceau du Vatican.

La singularité première d'Ellul en matière théologique est d'affirmer que l'expérience de la foi a si peu de rapport avec le phénomène religieux qu'elle invite à s'en méfier.
Dans sa jeunesse, il vit ce qu'on appelle une « révélation » ou une « conversion ». À Patrick Chastenet qui l'interroge à ce sujet, il répond :

« j'aimerais autant ne pas la raconter… La conversion massive, je dirais brutale, s'est produite l'été pendant les vacances chez des amis à Blanquefort, pas très loin de Bordeaux. Je devais avoir dix-sept ans car c'était après le bac de philo. J'étais tout seul dans la maison, occupé à traduire Faust, quand j'ai senti cette espèce de présence indiscutable, quelque chose d'effarant, de stupéfiant, qui m'a absolument saisi, voilà tout ce que je peux en dire. […] Après, je me suis dit : « c'était la présence de Dieu » […] Très rapidement, j'ai compris que j'avais traversé une conversion et puis il a fallu que je vérifie si c'était solide ou non. Alors, j'ai commencé à lire les écrivains anti-chrétiens. À dix-huit ans, j'ai lu Celse, d'Holbach, Marx — que je connaissais déjà un peu — et ma foi tenait toujours. […] La rencontre avec Dieu a provoqué le bouleversement de tout mon être, à commencer par un reclassement de ma pensée. »

Par ce « reclassement de la pensée », Ellul signifie que, pour être aussi forte qu'elle soit, la foi doit être quotidiennement à l'épreuve des faits et de la raison critique. Le doute non seulement n'affaiblit pas la foi mais lui seul l'alimente.
Tant et si bien qu'Ellul n'hésite pas à se livrer à une critique en règle du christianisme qui va souvent largement au-delà des propos de bien des anticléricaux. Ainsi pose-t-il la question : « comment se fait-il que le développement de la société chrétienne et de l’Église ait donné naissance à une société, à une civilisation, à une culture en tout inverses de ce que nous lisons dans la Bible, de ce qui est le texte indiscutable à la fois de la Torah, des prophètes, de Jésus et de Paul ? […] Il n'y a pas [ici] seulement dérive, il y a contradiction radicale, véritable subversion ». Ses constats sur le monde, négatifs et désespérants, sont mis en tension avec l'espérance qu'il porte en lui. En effet, Ellul pense que si l'homme se tourne vers Dieu et apprend à Le connaître, il découvrira la liberté qui seule peut l'amener à une véritable révolution. C'est, selon lui, l'appel du chrétien, appel que les églises-institutions ne peuvent pas suivre.
Ne contestant pourtant pas le principe et la nécessité d'une Église (car « nul ne peut être chrétien en restant seul »), Ellul est amené à vivre sa foi comme « l'expérience d'une tension quotidienne et permanente » et à s'investir en tant que théologien. Très inspiré par deux grandes figures du protestantisme, Søren Kierkegaard et Karl Barth, il écrit dès 1945 plusieurs articles dans le journal Réforme et rédige une œuvre aussi abondante que celle consacrée à la technique et à la révolution.
En somme, Jacques Ellul se présente comme un réaliste lucide : « Je vois le réel et dans ce réel je sais distinguer les faits dominants, les tendances à l'avenir, et j'en tire les conséquences». Il a écrit pour avertir et faire réagir, pour prévenir des risques à venir afin qu'idéalement les choses se passent autrement que ce qu'il prévoyait, il a pu dire « ça se passait comme je le disais, mais non comme je l'aurais souhaité ! Je me suis toujours vu dans cette situation qui peut paraître étrange : je travaillais pour que la suite des évènements me donne tort ! D'avoir eu raison ne pouvait que me laisser l'évidence d'un échec». Cela dit, s'il fait le constat d'un échec, il garde son espérance chrétienne :

« J'ai dit ce que je pensais et cela n'a pas été entendu. Je l'ai probablement mal dit. Mais, bien plus important, il m'a peut-être été donné parfois de rendre témoignage à Jésus-Christ. Peut-être au travers d'une parole ou d'un écrit, un homme a rencontré ce Sauveur, le seul, l'unique, auprès de qui tous les projets humains sont des enfantillages ; alors, si cela a eu lieu, je serais comblé et, à ce moment, gloire à Dieu seul. »

### Un anti-conformisme viscéral

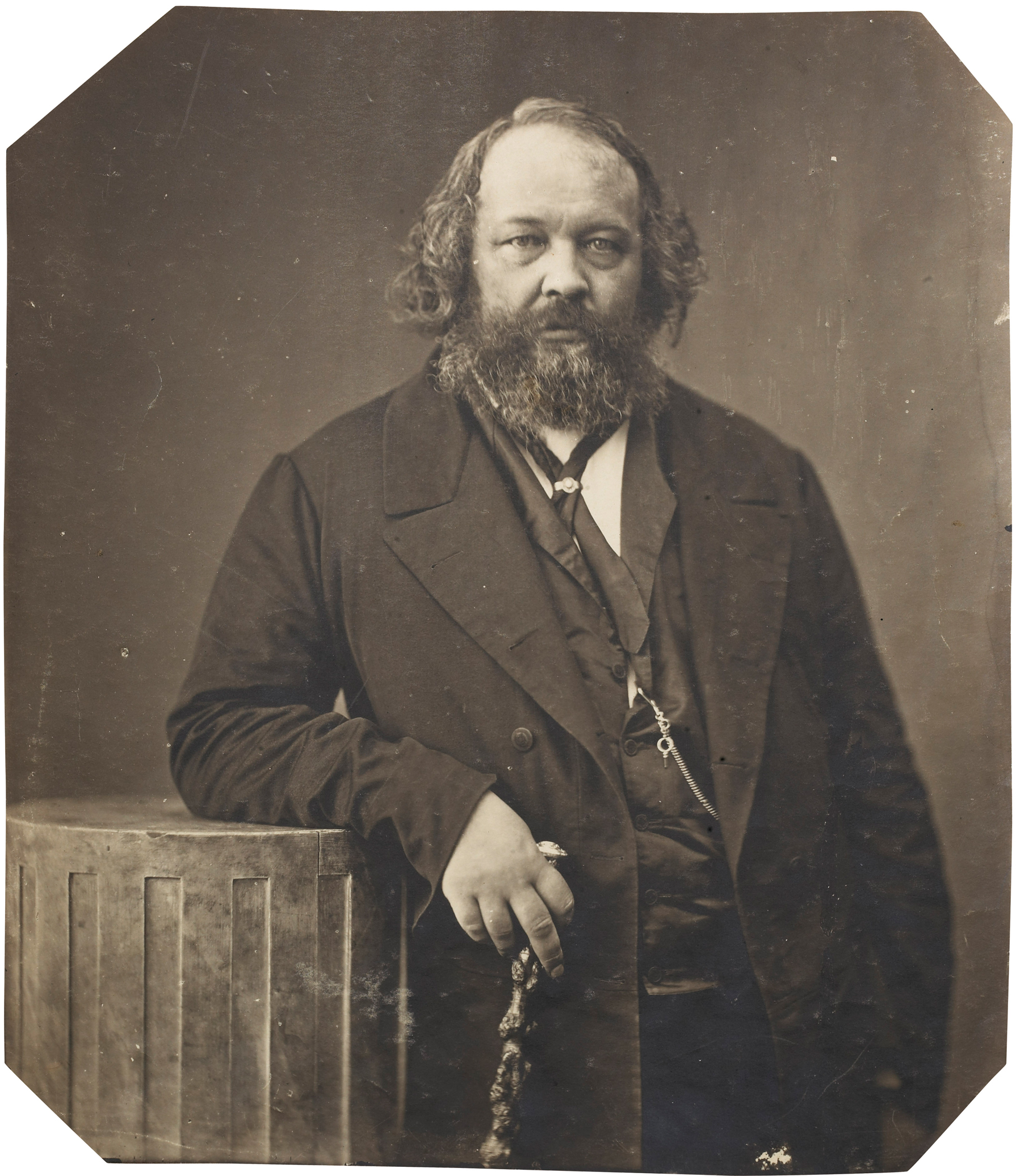
Dans Anarchie et christianisme, Ellul révèle sa dette intellectuelle vis-à-vis des grands théoriciens anarchistes. Ici, Michel Bakounine vu par Nadar.

Politiquement, Ellul ne cache pas son aversion du système étatique et, bien qu'analyste érudit de la pensée de Marx, il estime que celui-ci s'est à maints égards lourdement trompé face à Bakounine et Proudhon.
Il affiche clairement son penchant pour les thèses anarchistes : « Une des catastrophes de notre temps, c'est que tout le monde semble d'accord pour considérer l'État-nation comme la norme. Celui-ci a été plus fort que toutes les révolutions marxistes puisque toutes ont conservé la structure nationale et la direction d'un État. Toute volonté de sécession, comme celle de Makhno, a été noyée dans le sang ». Dans Anarchie et christianisme  de 1987, il explique en détail en quoi sa foi chrétienne le conduit en même temps à se rattacher à l'anarchisme et à s'en démarquer.
Totalement atypique, cette position n'est pas sans conséquence sur la réception de l'œuvre ellulienne. Bien qu'Ellul n'ait eu en effet de cesse de faire valoir la césure existant entre le phénomène « social » qu'est la religion et l'expérience « personnelle » qu'est la révélation, mais aussi du fait qu'il évolue dans un pays sensiblement marqué par l'anticléricalisme, le témoignage de sa foi a pour premier effet de l'isoler d'un certain nombre d'intellectuels, athées pour la plupart, mais dont il apprécie pourtant beaucoup l'approche. Très attiré notamment par la pensée des situationnistes, il propose à Guy Debord une collaboration, mais ce dernier refuse au motif qu'Ellul se dit chrétien.

#### Anarchiste chrétien?
Jacques Ellul affiche sa dette envers les auteurs anarchistes et, en même temps, consacre plusieurs livres à l'exégèse de l'Ancien et du Nouveau testaments. Peut-on le qualifier alors d' « anarchiste chrétien » ? C'est l'avis de Jacques de Guillebon et Falk van Gaver. Mais dans l'introduction d'Anarchie et christianisme, Ellul précise : « Je ne cherche nullement à "convertir" des anarchistes à la foi chrétienne. […] Réciproquement, je ne cherche nullement à dire aux chrétiens qu'ils doivent devenir anarchistes ». Ellul établit une « tension dialectique » entre l'anarchisme et le christianisme mais refuse catégoriquement l'idée même d'une synthèse, ceci à la fois au nom du commandement « Rendre à Dieu ce qui est à Dieu et rendre à César ce qui est à César » et en vertu du principe de laïcité. Qui plus est, bien qu'il établisse une analyse comparée des deux écoles de pensée, il n'est pas un anarchiste et un chrétien au sens commun de ces mots.
Certes, il affirme considérer l'anarchisme comme « la forme la plus complète et la plus sérieuse du socialisme », mais il indique à maintes reprises ne se sentir ni socialiste, ni proche d'aucun parti politique (selon lui, en regard de l'influence souterraine et puissante de l'idéologie technicienne, la politique n'est qu'une pure « illusion »), ni « anarchiste » à proprement parler :

« Je suis très proche d'une des formes de l'anarchie et je crois que le combat anarchiste est le bon. Sur quel point me séparerai-je alors d'un véritable anarchiste ? […] Le point de rupture est le suivant : un véritable anarchiste pense qu'une société sans État, sans pouvoirs, sans organisation, sans hiérarchie, est possible, vivable, réalisable, alors que moi, je ne le pense pas. Autrement dit, j'estime que le combat anarchiste, la lutte en direction d'une société anarchiste sont essentiels, mais la réalisation de cette société est impossible. […] En réalité, l'image ou l'espoir d'une société sans autorité ni institution repose sur la double conviction que l'homme est naturellement bon et que c'est la société qui le corrompt. […] [Mais] les deux caractéristiques de l'homme, quelle que soit sa société ou son éducation, sont la convoitise et l'esprit de puissance. On les retrouve partout et toujours. Alors, si vous laissez l'homme entièrement libre de choisir son action, inévitablement, il cherchera à dominer quelqu'un ou quelque chose. »

Ellul précise : « Pour la réalisation, je me rapproche beaucoup des anarcho-syndicalistes de 1880-1900 », « On ne peut pas créer une société juste avec des moyens injustes. On ne peut pas créer une société libre avec des moyens d’esclaves. C’est pour moi le centre de ma pensée. », « En somme, je ne crois pas à la société anarchiste “pure”, mais à la possibilité de créer un nouveau modèle social. Seulement aujourd’hui, il faut de nouveau tout inventer : les syndicats, les Bourses du travail, la décentralisation, le système fédératif, tout cela est usé, périmé, par l’usage pervers qui en a été fait. Les institutions neuves nécessaires sont à inventer ». Le qualificatif « libertaire » semble a priori préférable à celui d'« anarchiste» : auteur en effet d'une Éthique de la liberté en trois volumes, Ellul écrit en 1981 : « Rien de ce que j’ai fait, vécu, pensé ne se comprend si on ne le réfère pas à la liberté. ». Mais le concept libertaire regroupe des postures extrêmement variées et devient alors l'objet d'un certain nombre de controverses et confusions.
Ellul ne trouve pas davantage sa place au sein du christianisme. Se livrant à une critique des plus sévères de l'Église, il considère que l'accord passé avec l'État sous l'empereur Constantin (IVe siècle) constitue la « subversion du christianisme » par excellence. Il ne se fait guère donc beaucoup d'amis chez les chrétiens. Ceux-ci, écrit-il, « étaient et devraient être des militants. Ils sont appelés à former une communauté d'action. Or que voyons-nous ? Des membres d'Église mous, paresseux, engagés dans rien, qui s'assoient les uns à côté des autres le dimanche mais qui s'ignorent et n'inventent rien de nouveau ». Plus radicalement encore, il affirme en 1992 que « le christianisme est la pire trahison du Christ ». Ce que reproche fondamentalement Ellul aux chrétiens, c'est leur conformisme, c'est leur mépris de la recommandation de l'apôtre Paul : « ne vous conformez pas au siècle présent ». Or non seulement, affirme Ellul, les chrétiens ne se livrent à aucune critique de ce fléau qu'est le libéralisme économique et à ce qui aujourd'hui le dope — la technique — mais ils se situent la plupart du temps parmi leurs partisans les plus zélés, inconscients du fait que plus la technique mais aussi l'État sont sacralisés, plus la parole biblique est bafouée. On retrouve cette même veine chez son ami Ivan Illich.
Ellul établit une parenté forte entre le message du Christ et les fondamentaux de l'anarchisme. Ils ont en commun un sens aigu de la liberté et, sinon un rejet des institutions étatiques et ecclésiales, du moins celui de leur « sacralisation ». Que ce soit donc sur le terrain de la politique ou celui de la foi, ce qui rebute donc Ellul, ce sont les « -ismes » et toutes les sortes de conformisme. En dernière analyse, le terme qui le qualifie le mieux est « inclassable ».
Pour autant, et bien que Anarchie et Christianisme ne soit pas un livre-manifeste, certains auteurs qualifient Ellul d' « anarchiste chrétien », dans la lignée des Kierkegaard et Léon Tolstoï.

### Polémique au sujet de l'islam

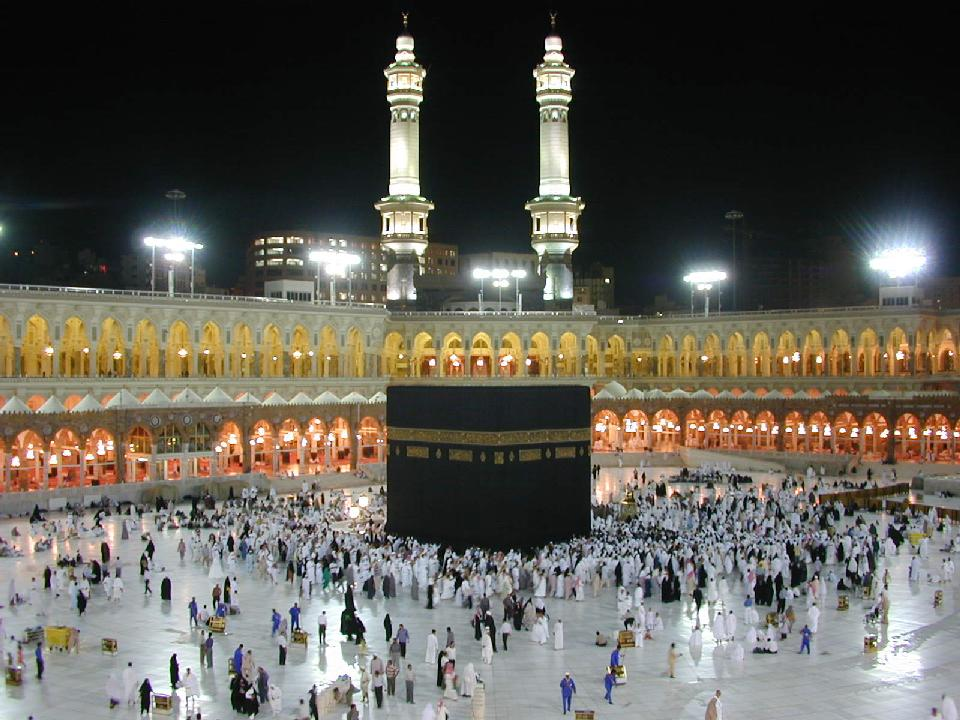
Selon Ellul, l'islam se différencie sensiblement du judéo-christianisme du fait qu'il ne cultive aucun rapport dialectique entre l'homme et Dieu mais un rapport de soumission.
Photo : circumambulation autour de la Kaaba, à La Mecque.

Lors de la Guerre des Six Jours de 1967, Ellul prend fait et cause pour Israël et continuera à défendre cette position dans de nombreux articles ainsi que dans le livre Un chrétien pour Israël (2008).

Juste après sa mort en 1994, est également publié un ouvrage compilant différents articles dans lesquels il se livre à un véritable réquisitoire contre l'islam dans Islam et judéo-christianisme. Ellul expose ce qu'il tient pour une incompatibilité entre le judéo-christianisme et l'islam : selon lui, ce dernier réclamerait tous les droits pour lui-même quand il est minoritaire et les refuserait aux autres quand il est ou devient majoritaire. Il dénonce les intellectuels qui établissent une parenté entre le judéo-christianisme et l'islam arguant que l'unicité de Dieu est battue en brèche dès qu'on pose la question de sa nature, et relevant une différence de nature dans la filiation abrahamique des trois religions dites « du Livre » dont, précisément, les textes ne sont pas de nature équivalente. Dans une note de bas de page de L'Espérance oubliée, il écrit : 

« Je n'oublie pas que l'islam a lui aussi le souci de l'incarnation de la parole, qu'il est lui aussi au bénéfice de la révélation en Abraham et en Jésus, mais j'adopterai l'interprétation de Louis Massignon, selon qui Mahomet est le « prophète négatif », c'est-à-dire celui ayant prétendu se situer « après » le judaïsme et le christianisme —  et les dépasser n'a en réalité, dans aucun domaine, strictement rien apporté de nouveau : c'est un redire du judaïsme et du christianisme. Il est alors prophète en ce sens qu'il atteste que, dans cette voie, rien ne peut être ajouté, ni renouvelé. Dès lors l'islam ne me paraît pas avoir la même importance fondamentale que le judaïsme et le christianisme pour le sens profond de l'histoire des hommes. »

Ellul considère l'islam comme un danger pour l'Occident, « une menace guerrière permanente contre [celui-ci] ». Dans le même temps, il parle d'une « invasion pacifique de l'Europe » qui — par exemple en France — accueille celui qui va l'« égorger » et l'« anéantir ». Ellul considère cependant le racisme « comme un des dangers politiques et sociaux les plus graves », mais s'élève contre l'idée d'une société pluriculturelle, comprenant la culture comme « l’ensemble des mœurs, des coutumes, des traditions, des règles juridiques aussi, de la religion et de la morale, des concepts politiques, et de l’idée même que l’on se fait de la société, avec ses hiérarchies, ses clans, ses chefs, etc.. » En 1988, il estime en outre que d'ici vingt-cinq ans l'Occident sera, sur le plan mondial, dans une situation comparable à celle de l'Afrique du Sud au temps de l'apartheid. Ces positions radicales reposent, selon certains chercheurs, sur des connaissances parcellaires et approximatives de l'islam et sur des présupposés favorables à Israël. C'est le cas notamment de Frédéric Rognon, un universitaire spécialiste d’Ellul, qui n'hésite pas à parler d'absence de recul critique d'Ellul à ce sujet, ou du journaliste Jean-Luc Porquet, qui invite à « démentir Ellul». D'autres chercheurs partagent en revanche ses inquiétudes, tels le pasteur protestant d'origine musulmane Assan Merabti, Jean Alcader, Nahed Mahmoud Netwali ou Wafa Sultan.
Cependant, Ellul a pu affirmer en 1980, lors de son passage à Radioscopie, que « si l'islam redevient l'islam de ses prophètes et de ses mystiques, alors j'ai l'impression que le dialogue peut être extrêmement fructueux ».

## Réception

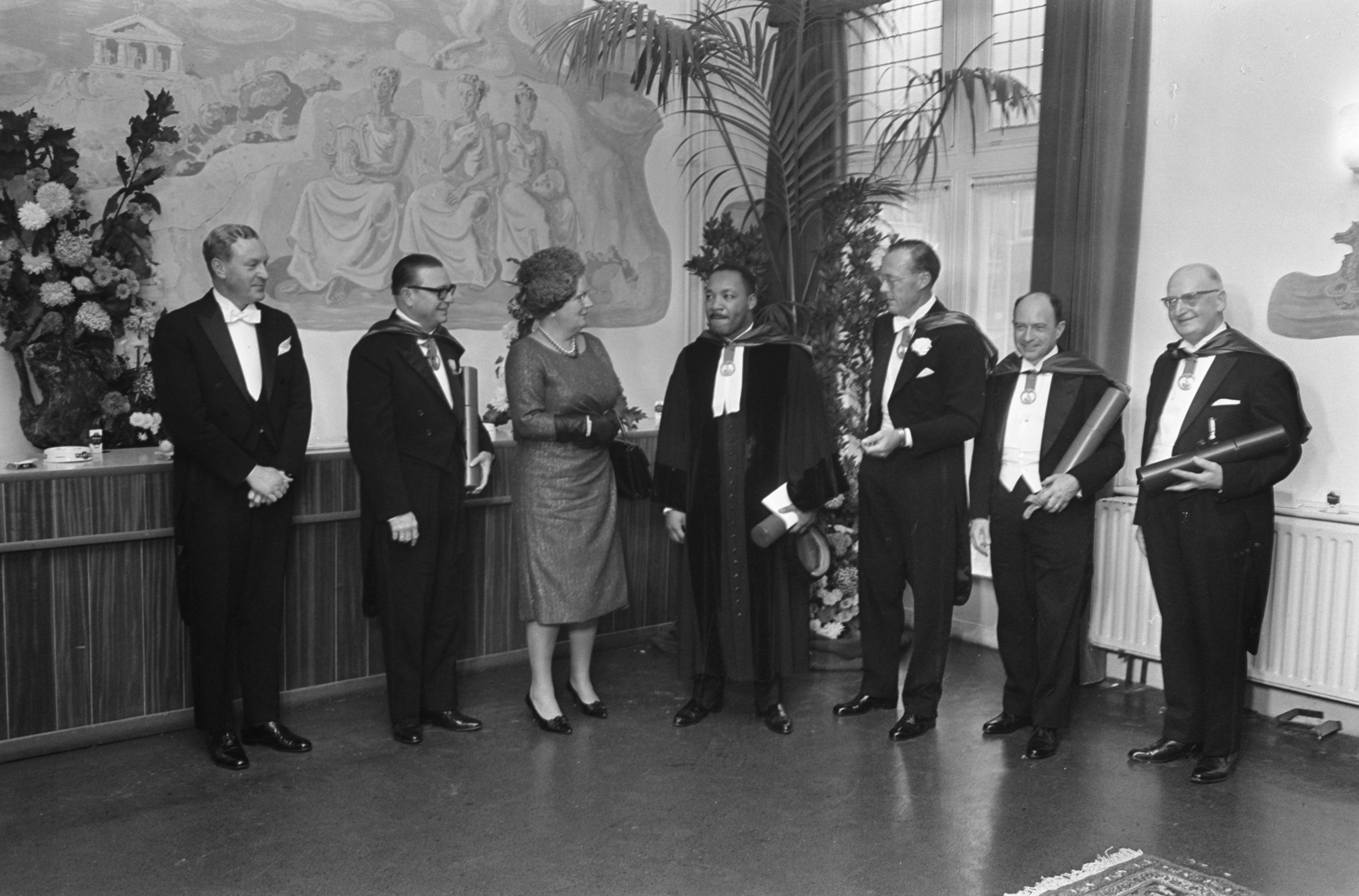
Ellul (deuxième à droite) reçoit son doctorat honoris causa de l'Université d'Amsterdam le 20 octobre 1965, en même temps que Martin Luther King (au centre).

Très tôt, Ellul a été abondamment traduit aux États-Unis, première nation industrielle du monde. Une grande partie de son œuvre y est rééditée. Dans son pays, alors qu'il était un auteur prolifique, Ellul a été également publié, notamment au Seuil, où son ancien élève Jean-Claude Guillebaud était éditeur. Mais son œuvre a été très peu commentée. « Écarté », selon ses propres termes, par ceux qui se cantonnent dans le « dogmatisme » et le « conformisme », qui « fossilisent la pensée de Marx en idéologie » et « ne prennent aucunement la peine de noter le changement de statut de la technique », Ellul estime que sa position de provincial lui est également préjudiciable : du fait du « centralisme culturel très caractéristique de la France », il estime que son travail est « snobé par l'intelligentsia parisienne qui, plutôt que de prendre la peine de [le] critiquer, choisit délibérément de [l']ignorer ».
Son audience croît au début du XXIe siècle, avec l'affirmation des crises écologiques. En 2000, Bruno Latour écrit : « les techniques appartiennent au règne des moyens et la morale au règne des fins, même si, comme Jacques Ellul en a témoigné il y a bien longtemps, certaines techniques finissent par envahir tout l'horizon des fins en se donnant à elles-mêmes leurs propres lois, en devenant « autonomes » et non plus seulement automatiques. ». Et les Éditions de la Table ronde, dirigées par Denis Tillinac, mènent une politique de réédition de la plupart de ses ouvrages.
En nombre de traductions d'ouvrages d'Ellul, la Corée du Sud est le deuxième pays étranger, après les États-Unis. Ce sont dans un premier temps les livres de théologie qui ont été diffusés.

## Postérité

### «Héritage ellulien»

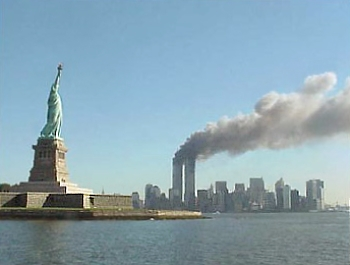
En 2003, Patrick Chastenet, président de l’Association Internationale Jacques Ellul, offre une lecture ellulienne du 11-Septembre.

Bien qu'ayant produit une œuvre considérable (plus d'une cinquantaine de livres et plusieurs centaines d'articles), la notoriété d'Ellul reste assez faible en France, ne dépassant guère le périmètre aquitain.
L'impact d'Ellul reste très limité dans le paysage intellectuel. Comme l'écrit Jean-Pierre Jézéquel dans un article de la Revue du MAUSS, « on reste confondu par l’écart entre la puissance d’analyse ellulienne de la technique et de ses caractéristiques et son absence dans les débats d’aujourd’hui, alors que les problèmes soulevés par le phénomène sont encore plus importants que de son vivant et beaucoup plus présents dans le discours public comme dans les préoccupations quotidiennes des gens ».
On note en revanche une grande diversité de courants qui se réclament de sa pensée. La revue Esprit, dans laquelle il a publié quelques articles durant les années 1930, le cite régulièrement comme l'une de ses références immédiates. Le philosophe chrétien Ivan Illich lui a rendu un vibrant hommage lors du colloque international « Technique et société dans l'œuvre de Jacques Ellul » qui s'est tenu à Bordeaux en 1993. Dans un tout autre registre, le mouvement américain Jesus Radicals, qui prône pour les pays développés l'établissement d'un anarchisme personnaliste d'inspiration christologique, se revendique ouvertement et essentiellement des travaux d'Ellul.
Fondées conjointement en 2000, l'AIJE (Association Internationale Jacques Ellul) et l'International Jacques Ellul Society (IJES) entretiennent l'essentiel de l'héritage ellulien. Toutes deux s'assignent l'objectif de faire connaître l'œuvre d'Ellul et de démontrer en quoi elle reste aujourd'hui éclairante. Elles sont présidées respectivement par Patrick Troude-Chastenet et David W. Gill. L'AIJE promeut activement l'héritage et l'actualité de la pensée de Jacques Ellul. Elle regroupe quelques groupes locaux. Le groupe Marseille / Aix en Provence a été pendant quatre ans (2008-2012) le plus actif. Après avoir coorganisé le 30 mai 2012 à l'EHESS (avec le groupe Paris / Île-de-France) un colloque consacré aux rapports entre technique et économie, il s'est dissous en septembre pour rejoindre Technologos, une association fonctionnant sur le mode fédératif et consacrée à l'analyse du phénomène technicien depuis les diagnostics elluliens mais également les analyses d'autres penseurs, tels Bernard Charbonneau, Ivan Illich, Martin Heidegger, Günther Anders ou Hannah Arendt.
Sur le plan militant, l'auteur de L'Illusion politique n'a jamais été « récupéré » par aucun parti, ce qui est conforme à ses vœux. Notons toutefois que c'est dans les milieux préconisant la décroissance qu'il est le plus connu et respecté. Ellul n'a toutefois jamais milité pour la décroissance, considérant en effet dès les années 1930 que le préalable indispensable à l'abandon du productivisme est un « travail sur soi » : « Toute révolution doit être immédiate, c’est-à-dire qu’elle doit commencer à l’intérieur de chaque individu par une transformation de la façon de juger […] et d’agir. C’est pourquoi la révolution ne peut plus être un mouvement de masse et un grand remue-ménage […] ; il est impossible de se dire révolutionnaire sans « être » révolutionnaire, c’est-à-dire sans changer de vie ». « Les hommes doivent en priorité se « désaliéner » de la technique et démythifier les fausses valeurs qu'elle charrie, en premier lieu le travail et surtout « l'idéologie du bonheur ». ».

#### Actualité récente
L'année 2012, qui marque le centenaire de la naissance d'Ellul, est saluée sur le plan éditorial. Revoient le jour plusieurs ouvrages majeurs : Le système technicien, Le Bluff technologique, les cours sur Marx ainsi que le livre de Jean-Luc Porquet, Jacques Ellul - L'homme qui avait (presque) tout prévu. Sont également édités Jacques Ellul, L'espérance d'abord de Stéphane Lavignotte et Générations Ellul : soixante héritiers de la pensée de Jacques Ellul, de Frédéric Rognon. Partant d'une soixantaine de portraits, ce dernier fait le point sur la réception de l'œuvre ellulienne en France et à travers le monde, diffusée notamment grâce à l’Association internationale Jacques Ellul. À l’initiative de Patrick Chastenet est organisé un colloque international : « Comment peut-on (encore) être ellulien au XXIe siècle ?»,,.
En 2013, Pour qui, pour quoi travaillons-nous ? constitue une compilation de textes d'Ellul (dont certains restaient inédits) traitant de l'articulation entre idéologie du travail et idéologie technicienne. Déviances et déviants et Le Vouloir et le Faire sont réédités et les premières assises de Technologos, sur le thème La question de l'autonomie de la technique[source secondaire nécessaire].
En 2014 sort un texte inédit, Théologie et technique, où Ellul développe l'idée que seule une « éthique de la non-puissance » peut valoir d'antidote à l'idéologie technicienne. En février paraît l'ouvrage A contre-courant : Entretiens, réédition (révisée et augmentée) de l'ouvrage de Patrick Chastenet en 1994. L’auteur est invité en avril par France Culture (Les Chemins de la philosophie) pour évoquer les deux livres.
En septembre ont lieu les deuxièmes assises de Technologos à l'EHESS, sur le thème Technique, croissance et décroissance[source secondaire nécessaire].
En 2015 sont réédités Changer de révolution et La foi au prix du doute. Quelques penseurs, tel l'historien des sciences américain George Dyson, reprennent l'argument ellulien selon lequel l'essor des technologies est essentiellement un phénomène religieux. Les 4 et 5 septembre, les 3e assises de Technologos traitent des rapports entre technique et guerre. Le 2 novembre, France Culture consacre une émission (Les Nouveaux Chemins de la connaissance) à l'approche ellulienne de la révolution.
En 2019, à l’occasion du 25e anniversaire de sa mort, et à l’initiative de Patrick Chastenet, est créé un Prix Jacques Ellul. Le Prix Jacques Ellul est destiné à récompenser une œuvre originale - sans limitation de genre littéraire - évoquant, illustrant, actualisant ou prolongeant l’œuvre de Jacques Ellul. Le 14 septembre 2019, son président remet le prix à Olivier Rey pour son livre Leurre et malheur du transhumanisme.
En 2020, TV7 Bordeaux propose le 11 juin un entretien avec le professeur Patrick Chastenet, qui introduit au grand public la pensée de Jacques Ellul dans le contexte de la pandémie de Covid-19.
Le 21 septembre 2020, France 3 Nouvelle-Aquitaine diffuse le documentaire Exister, c'est résister de Pierre-Oscar Lévy et Noël Mamère, produit par Filmica Productions.
Une Introduction à Jacques Ellul est publiée en 2020,,, soulignant l'actualité du penseur au XXIe siècle par rapport à son exposition relativement limitée.

### Prix Jacques Ellul
| Année de remise | Prix                                                                                               |
| --------------- | -------------------------------------------------------------------------------------------------- |
| 2024            | Marius Bertolucci pour L'Homme diminué par l'IA (2023)                                             |
| 2023            | Julia Laïnae et Nicolas Alep pour Contre l’alternumérisme (2020, 2023)                             |
| 2022            | Hélène Tordjman pour La croissance verte contre la nature. Critique de l'écologie marchande (2021) |
| 2021            | Jean-Luc Nancy pour l'ensemble de son œuvre                                                        |
| 2020            | David Colon pour Propagande. La manipulation de masse dans le monde contemporain (2019)            |
| 2019            | Olivier Rey pour Leurre et malheur du transhumanisme (2018)                                        |

### Autres influences

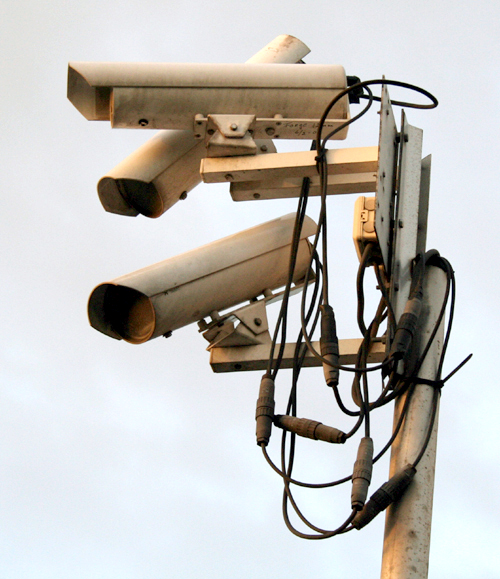
La télésurveillance et les OGM contribuent à développer des postures technophobes, critiquant davantage les conséquences que les causes de l'« idéologie technicienne », ce que récusait Ellul.

Les courants anti-industriels font une large place aux travaux d'Ellul.
Le terroriste américain Theodore Kaczynski, surnommé Unabomber, qui a déjoué les recherches du FBI de 1978 à 1996, a été influencé par les écrits d'Ellul. Dans un essai de 1971, il fait référence à La Technique ou l'enjeu du siècle, traduit aux États-Unis en 1964 sous le titre The Technological Society. Son manifeste a été publié par l'Encyclopédie des Nuisances. Ce personnage fait l'objet de la série Manhunt: Unabomber, sortie en 2017.
Le critique social américain Neil Postman se réfère régulièrement à Ellul, notamment dans son livre Technopoly: The Surrender of Culture to Technology (1993).
Lecteur d'Ellul, l'agronome et économiste Jean-Pierre Berlan assimile les biotechnologies à des « sciences de la mort », contrairement à ce que leur étymologie entend signifier : des « sciences de la vie ». Mais il se démarque d'Ellul par le fait qu'il limite sa critique aux marchés, quand Ellul insiste sur le fait que ceux-ci, en tant que vastes « réseaux informatiques », ne sont qu'une déclinaison parmi d'autres de la technique.
Dans une mouvance proche, le collectif grenoblois Pièces et main d'œuvre s'engage dans une critique radicale de la recherche scientifique, qu'il perçoit comme exclusivement instrumentalisée par les puissances économiques avec le soutien actif des États. Se défendant d'être technophobes, tout comme le faisait Ellul en son temps, ses membres critiquent l'industrie nucléaire, les OGM, les nanotechnologies, le fichage électronique, le téléphone portable. Ils se différencient toutefois d'Ellul en ce qu'ils qualifient notre société d'« industrielle » ou de « post-industrielle », quand Ellul affirme que ces qualificatifs sont dépassés depuis longtemps et qu'il convient de la comprendre comme « technicienne ».
Le cinéaste Godfrey Reggio rend hommage à Ellul dans le générique de son film Koyaanisqatsi, le désignant comme l'un de ses principaux inspirateurs.

## Œuvre

### Institutions et société
- Étude sur l'évolution et la nature juridique du Mancipium (thèse de doctorat), Bordeaux, Delmas, 1936.
- Histoire des institutions, t. 1 : L'Antiquité, Paris, Presses universitaires de France, 2016 (1re éd. 1955), 629 p. (ISBN 978-2-13-073068-2).
- Histoire des institutions, t. 2 : Le Moyen Âge, Paris, Presses universitaires de France, 2013 (1re éd. 1956), 396 p. (ISBN 978-2-13-062019-8).
- Histoire des institutions, t. 3 : XVIe siècle-XVIIIe siècle, Paris, Presses universitaires de France, 2014 (1re éd. 1956), 320 p. (ISBN 978-2-13-063127-9).
- Histoire des institutions, t. 4 : Le XIXe siècle (1789–1914), Paris, Presses universitaires de France, 1999 (1re éd. 1956), 381 p. (ISBN 978-2-13-049698-4).
- Déviances et déviants dans notre société intolérante, Toulouse, Érès, 2013, 2e éd. (1re éd. 1992), 208 p. (ISBN 978-2-7492-3737-4).
- Jacques Ellul et Yves Charrier, Jeunesse délinquante : Des blousons noirs aux hippies, Nantes, AREFPPI, 1985, 2e éd. (1re éd. 1971 Paris : Mercure de France Jeunesse délinquante : Une expérience en province), 218 p. (ISBN 978-2-905484-01-7).

### Technique et politique
- La Technique ou l'Enjeu du siècle, Paris, Economica, 2008, 3e éd. (1re éd. 1954 Armand Colin), 423 p. (ISBN 978-2-7178-1563-4), prix Albéric-Rocheron de l'Académie française en 1955.
- Propagandes, Paris, Economica, 2008, 3e éd. (1re éd. 1962 Armand Colin), 368 p. (ISBN 978-2-7178-1848-2).
- Histoire de la propagande, Paris, Presses universitaires de France, coll. « Que Sais-je ? », 1976, 2e éd. (1re éd. 1967), 127 p. (ISBN 978-2-13-034844-3).
- L'Illusion politique, Paris, Éditions de la Table ronde, 2018, 5e éd. (1re éd. 1965 Robert Laffont), 363 p. (ISBN 978-2-7103-2700-4)
- Exégèse des nouveaux lieux communs, Paris, Éditions de la Table ronde, 2004, 2e éd. (1re éd. 1966 Calmann-Lévy), 320 p. (ISBN 978-2-7103-0646-7).
- Métamorphose du bourgeois, Paris, Éditions de la Table ronde, 1998, 2e éd. (1re éd. 1967 Calmann-Lévy), 354 p. (ISBN 978-2-7103-0881-2).
- Autopsie de la révolution, Paris, Éditions de la Table ronde, 2008, 2e éd. (1re éd. 1969 Calmann-Lévy), 354 p. (ISBN 978-2-7103-3094-3).
- De la révolution aux révoltes, Paris, Éditions de la Table ronde, 2011, 2e éd. (1re éd. 1972 Calmann-Lévy), 508 p. (ISBN 978-2-7103-6736-9).
- Les nouveaux possédés, Paris, Les Mille et Une Nuits, 2003, 2e éd. (1re éd. 1973 Arthème Fayard), 348 p. (ISBN 978-2-84205-782-4).
- Trahison de l'Occident, Pau, Princi Negue, 2003, 2e éd. (1re éd. 1975 Calmann-Lévy), 224 p. (ISBN 978-2-84618-102-0).
- Le Système technicien, Paris, Le Cherche midi, 2012, 3e éd. (1re éd. 1977 Calmann-Lévy), 337 p. (ISBN 978-2-7491-2371-4).
- L'empire du non-sens : L'art et la société technicienne, Paris, Presses universitaires de France, 1980 (1re éd. 1980), 310 p. (ISBN 978-2-13-036326-2).
- La Parole humiliée, Paris, Éditions de la Table ronde, 2014, 2e éd. (1re éd. 1981 Seuil), 426 p. (ISBN 978-2-7103-7105-2).
- Changer de révolution : L'inéluctable prolétariat, Paris, Éditions de la Table ronde, 2015, 2e éd. (1re éd. 1982 Seuil), 426 p. (ISBN 978-2-7103-7102-1).
- Le bluff technologique, Paris, Hachette, 2012, 3e éd. (1re éd. 1988), 748 p. (ISBN 978-2-8185-0227-3, présentation en ligne).

### Théologie
- Présence au monde moderne : problèmes de la civilisation post-chrétienne, Presses bibliques universitaires, coll. « Éditions ouverture » (no 12), 1988, 2e éd. (1re éd. 1948 Roulet, collection du centre protestant d'études, 202 p.), 141 p.
- Le fondement théologique du droit, Paris, Dalloz, 2008, 2e éd. (1re éd. 1946 Neuchâtel : Delachaux & Niestlé), 109 p. (ISBN 978-2-247-07659-8).
- Le défi et le nouveau. Œuvres théologiques, 1948-1991, Paris, Éditions de la Table ronde, 2007, 3e éd. (1re éd. 1948 Genève: Roulet. 2e éd. : Lausanne : Presses Bibliques Universitaires, 1988), 1029 p. (ISBN 978-2-7103-2908-4).
- Le vouloir et le faire : Une critique théologique de la morale, Genève, Labor et Fides, 2013, 2e éd. (1re éd. 1964, sous-titré Recherches éthiques pour les chrétiens : Introduction (première partie)), 303 p. (ISBN 978-2-8309-1520-4, lire en ligne)
- Fausse présence au monde moderne, Paris, Les Bergers et Les Mages, 1964.
- L'Espérance oubliée, Paris, Éditions de la Table ronde, 2004, 2e éd. (1re éd. 1972 Gallimard), 295 p. (ISBN 978-2-7103-2673-1).
- Contre les violents, Paris, Éditions du Centurion, 1972, 222 p.
- Éthique de la liberté, vol. 1, 2 et 3, Genève, Labor et Fides, 1973-1984 (BNF 34302628).
- Sans feu ni lieu : signification biblique de la Grande Ville, Paris, La Table Ronde, 2012, 3e éd. (1re éd. 1975 Gallimard), 380 p. (ISBN 978-2-7103-2582-6).
- L'Apocalypse : Architecture en mouvement, Genève, Labor & Fides, 2008, 2e éd. (1re éd. 1975 Paris : Desclée), 307 p. (ISBN 978-2-8309-1288-3, lire en ligne).
- L'idéologie marxiste chrétienne : que fait-on de l'Évangile ?, Paris, Éditions de la Table ronde, 2006, 2e éd. (1re éd. 1979 Centurion), 227 p. (ISBN 978-2-7103-2860-5)
- La foi au prix du doute : « Encore quarante jours… », Paris, Éditions de la Table ronde, 2015, 3e éd. (1re éd. 1980 Hachette), 360 p. (ISBN 978-2-7103-7566-1).
- La Subversion du christianisme, Paris, La Table Ronde, 2019, 4e éd. (1re éd. 1984 Seuil), 328 p. (ISBN 978-2-7103-9012-1).
- Conférence sur l'Apocalypse de Jean, Nantes, AREFPPI, 1985, 182 p. (ISBN 978-2-905484-02-4)
- La raison d'être : Méditation sur l'Ecclésiaste, Paris, Éditions de la Table ronde, 2016, 4e éd. (1re éd. 1987 Seuil), 370 p. (ISBN 978-2-7578-5784-7)
- Anarchie et Christianisme, Paris, Éditions de la Table ronde, 2018, 4e éd. (1re éd. 1988 Lyon : Atelier de création libertaire), 162 p. (ISBN 978-2-7103-0880-5, présentation en ligne).
- Ce Dieu injuste… ? : Théologie chrétienne pour le peuple d'Israël, Paris, Arléa, 1999, 2e éd. (1re éd. 1991), 201 p. (ISBN 978-2-86959-461-6)
- Ce que je crois, Paris, Éditions Grasset, 1987, 290 p. (ISBN 978-2-246-37051-2).
- Jacques Ellul et François Tosquelles, La Genèse aujourd'hui, Ligné, AREFPPI, 1987, 221 p. (ISBN 978-2-905484-07-9)

### Ouvrages posthumes
- Silences : Poèmes, Bordeaux, Opales, 1995, 104 p. (ISBN 978-2-908799-16-3).
- Oratorio : Les quatre cavaliers de l'Apocalypse : Poèmes, Bordeaux, Opales, 1997, 94 p. (ISBN 978-2-908799-35-4).
- Jacques Ellul, Michel Hourcade, Jean-Pierre Jézéquel et Gérard Paul (mise en forme et annotation), La pensée marxiste : Cours professé à l'IEP de Bordeaux de 1947 à 1979, Paris, Éditions de la Table ronde, 2019, 3e éd. (1re éd. 2003), 350 p. (ISBN 978-2-7103-9007-7)
- Islam et judéo-christianisme, Paris, Presses universitaires de France, coll. « Quadriges, essais et Débats », 2015, 3e éd. (1re éd. 2006), 109 p. (ISBN 978-2-13-055552-0, présentation en ligne)
- Jacques Ellul, Michel Hourcade, Jean-Pierre Jézéquel et Gérard Paul (mise en forme et annotation), Les successeurs de Marx : Cours professé à l'IEP de Bordeaux, Paris, Éditions de la Table ronde, 2007, 218 p. (ISBN 978-2-7103-2879-7)
- Penser globalement, agir localement : Chroniques journalistiques, Pyrémonde / Princi Negue, 2007, 291 p. (ISBN 978-2-84618-310-9)
- Israël, Chance de civilisation : compilation d'articles, première partie, Paris, Première partie, 2008, 411 p. (ISBN 978-2-916539-21-8)
- Pour qui, pour quoi travaillons-nous ?, Paris, Éditions de la Table ronde, 2013, 253 p. (ISBN 978-2-7103-6996-7)
- Théologie et technique : Pour une éthique de la non-puissance, Genève, Labor et Fides, 2014, 368 p. (ISBN 978-2-8309-1521-1)
- Jacques Ellul et Bernard Charbonneau, Nous sommes révolutionnaires malgré nous : Textes pionniers de l'écologie politique (recueil de quatre textes datant des années 1930), Paris, Éditions du Seuil, 2014, 218 p. (ISBN 978-2-02-116302-5).
- Les sources de l'éthique chrétienne : Le vouloir et le faire, Genève, Labor et Fides, 2018, 310 p. (ISBN 978-2-8309-1649-2).
- Jacques Ellul, Michel Hourcade, Jean-Pierre Jézéquel et Gérard Paul (mise en forme et annotation), Les classes sociales, Paris, Éditions de la Table ronde, 2018, 246 p. (ISBN 978-2-7103-8457-1)
- Jacques Ellul, Michel Rodes (préface) et Jean-Philippe Qadri (notes), Vivre et penser la liberté, Genève, Labor et Fides, 2019, 625 p. (ISBN 978-2-8309-1675-1)
- Jacques Ellul, (textes réunis et mis en forme par Michel Hourcade et Jean-Pierre Jézéquel), Philosophie du droit, Paris, La Table Ronde, 2022, 427 p.  (ISBN 979-10-371-1008-4).

### Articles et chapitres de livres
Ellul a écrit plus d'un millier d'articles. Certains ont été publiés après sa mort dans des ouvrages de compilations, reprenant notamment les articles publiés dans Sud-ouest et Ouest France, des numéros spéciaux de la revue Réforme ou les Cahiers Jacques-Ellul, mais la majorité d'entre eux restent inédits. Ne sont cités ici que les articles importants par leur volume ou leur intérêt présumé.
Pour une approche plus approfondie, on se référera au site de l’AIJE (voir-ci-dessous) et à l'ouvrage de la critique américaine Joyce M. Hanks, qui répertorie de façon exhaustive l'ensemble des publications d'Ellul. La liste complète des articles est également consultable à la fin de l'ouvrage de Frédéric Rognon, Générations Ellul.
- 1934 : « Le personnalisme, révolution immédiate », dans Les années personnalistes, coll. « Cahiers Jacques Ellul » (no 1), 2003 (1re éd. 1934 Journal du groupe de Bordeaux des amis d’Esprit), p. 81–94.
- 1935 : Avec Bernard Charbonneau, « Directives pour un manifeste personnaliste : Textes pionniers de l'écologie politique », dans Nous sommes révolutionnaires malgré nous (recueil de quatre textes datant des années 1930), Le Seuil, 2014 (1re éd. 1935, reproduit et annoté in Revue Française d’Histoire des Idées Politiques no 9, 1er semestre 1999, p. 159–177) (ISBN 978-2-0211-6302-5).
- 1936 : « Fatalité du monde moderne », dans Les années personnalistes, coll. « Cahiers Jacques Ellul » (no 1), 2003 (1re éd. 1936 Journal du Groupe personnaliste de Bordeaux), p. 95–111.
- 1937 : « Le fascisme, fils du libéralisme », dans Les années personnalistes (no 1), 2004 (1re éd. 1937 Esprit, vol. 5, no 53 février pp. 761sq.), p. 112–137 (Il s’agit du premier article d’Ellul dans la revue Esprit.)
- 1945 : « À propos du libéralisme : essai de réponse et de justification », Réforme,‎ décembre 1945.
- 1945 : « Victoire d'Hitler ? », Réforme,‎ 23 juin 1945.
- 1947 : « Vers un nouvel humanisme politique », dans Paul Tournier, René Gillouin et Jacques Ellul, L’homme mesure de toute chose, Genève, Centre protestant d’études, février 1947, p. 5–19.
- 1947 : « L’économie, maîtresse ou servante de l’homme ? : Pour une économie à la taille de l’homme (1re édition: 1947, Roulet, Genève, p. 43–58) », dans L’Économie, coll. « Cahiers Jacques-Ellul » (no 3), 2005, p. 69–83.
- 1947 : « Le fédéralisme pourri », Réforme,‎ 17 décembre 1947. (Ellul y affirme que les pays européens « alignent leur politique sur le capitalisme américain » et que cette tendance « se renforcera ».)
- 1951 : « Le pauvre ; essai sur la responsabilité de l’Église et du chrétien dans la vie économique », Foi et Vie, no 2,‎ mars-avril 1951, p. 105–127. Rééd. 2005 : Cahiers Jacques-Ellul no 3, p. 133–154.
- 1952 : « Trois exemples de l’écrasement de l’homme par la machine », Réforme,‎ 1952 1952.
- 1952 : « L’homme et l’État », Le Monde,‎ 16 décembre 1952 (Critique du livre de Bernard Charbonneau L'État).
- 1952 : « L’argent », Études théologiques et religieuses, nos 27-4,‎ 1952, p. 29–66. Rééd. 2005 : Cahiers Jacques-Ellul no 3, p. 155–194.
- 1952 : « Propagande et démocratie », Revue française de sciences politiques, vol. 2, no 3,‎ 1952, p. 474-504.
- 1953 : « Cybernétique et société », Le Monde,‎ 3 novembre  1953. Rééd. 1955 Revue française de science politique, vol. 5, no 1, p. 171–172 (Critique du livre de Norbert Wiener, Cybernétique et société.)
- 1956 : « L’intellectuel et la technique », Profils, no 1,‎ 1956, p. 24–32.
- 1957 : « Information et propagande », Diogène, no 18,‎ avril 1957. Rééd. 2006, Cahiers Jacques Ellul no 4, p. 25–45.
- 1958 : « Opinion publique et démocraties », Le Monde,‎ 20 février 1958
- 1963 : « De la signification des relations publiques dans la société technicienne », L’année sociologique,‎ 1963, p. 69–152. Rééd. 2006 : Cahiers Jacques Ellul no 4, p. 161–243.
- 1964 : « Max Weber, l’éthique protestante et l’esprit du capitalisme », Bulletin SEDEIS, no 905,‎ 20 décembre 1964. Réédition : Cahiers Jacques-Ellul, no 2, mars 2004.
- 1965 : « Réflexions sur l’ambivalence du progrès technique », La Revue administrative,‎ juillet-août 1965. Rééd. 1990 : 2e édition de La Technique ou l’enjeu du siècle, Economica.
- 1967 : Avec Jacques Jullien et Pierre L’Huillier, Les chrétiens et l'État : Rappels et réflexions sur une théologie d’État, Tours, Mame, coll. « Églises en dialogue », 1967
- 1967 : « Il faut sauver Israël », Réforme,‎ 24 juin 1967. Réédition in Israël, Chance de civilisation, Première partie, 2008, p. 105–107 (Cet article est le premier d’une longue série d’un genre nouveau qu’Ellul consacre à l’état d’Israël. Il survient deux semaines après la Guerre des Six Jours, déclenchée par Israël contre l’Égypte, la Jordanie, la Syrie et l’Irak.)
- 1968 : « Le règne de l’information: au prix de l’authenticité ? », Réforme,‎ 7 décembre 1968. Rééd. 2004 « Jacques Ellul, actualité d’un briseur d’idoles », Réforme
- 1970 : « L’information aliénante », Économie et humanisme, no 192,‎ mars-avril 1970, p. 43–52.
- 1972 : « Aliénation par la technique : les dieux masqués », Réforme,‎ 2 décembre 1972. Rééd. 2004 « Jacques Ellul, actualité d’un briseur d’idoles », Réforme hors série, décembre 2004.
- 1972 : « Le mythe de l’environnement », Cahiers de l’ISEA. « Économies et sociétés : premiers jalons pour une théorie de l’environnement »,‎ septembre 1972, p. 1540-1554.
- 1972 : « Plaidoyer contre la « défense de l'environnement », France Catholique, nos 1309-1310-1311,‎ janvier 1972.
- 1974 : « L’État et la liberté », Liberté (revue de la ligue des Droits de l’Homme de Bordeaux), no 45,‎ 1974. Rééd. 2008 : Cahiers Jacques-Ellul no 5, p. 145–160 (Retranscription d'une conférence donnée à l’Athénée municipal de Bordeaux le 5 décembre 1973.)
- 1976 : « La technique considérée en tant que système », Les études philosophiques, no 2,‎ avril-juin 1976, p. 147–166. Rééd. 2004 : Cahiers Jacques-Ellul no 2.
- 1977 : « L’esprit civique et le non-conformisme », Ouest-France,‎ 20 août 1977. Rééd. 2007:Penser globalement, agir localement – chroniques journalistiques, PyréMonde, p. 26–28
- 1978 : « Je tu, il, nous parlons soixante-huitard », revue Autrement. Dossier no 12 : 68-78 : dix années sacrilèges,‎ février 1978. (Ellul y affirme que les grandes valeurs de la droite sont passées à gauche tandis qu'aujourd'hui libéral et libertaire ne sont plus deux termes antagonistes, bien au contraire. Voir commentaire.)
- 1978 : La politique moderne : lieu du démoniaque, in Olivetti, Marco M., Rome, Istituto di Studi Filosofica, p. 101-122. Rééd. 2008 : Cahiers Jacques-Ellul no 5, p. 161-188.
- 1980 : « Foi chrétienne et politique », Hokhma : Revue de réflexion théologique, no 14,‎ 1980, p. 35–43. Rééd. 2008 : Cahiers Jacques-Ellul no 5, p. 189–199.
- 1980 : Série d'articles sur le thème du travail : Foi et Vie no 4, juillet. 1°) « De la Bible à l’histoire du non-travail »p. 2–8; 2°) « Travail et vocation » (sous le pseudonyme de Y. Veoulay), p. 9–24; 3°) « L’idéologie au travail » (sous le pseudonyme de P. Mendès), p. 25–34; 4°) « Les possibilités techniques et le travail » (sous le pseudonyme de G. German) p. 35–50, rééd. 2005 : Cahiers Jacques-Ellul no 3, p. 103–120; 5°) Pour qui, pour quoi travaillons-nous ? p. 74–82 (L'ensemble de ces textes sera réédité en 2012.)
- 1980 : « Un exemple de confrontation, marxisme et christianisme », dans Gabriel Widmer, Jean Brun et Jacques Ellul, Les Idéologies et la parole, Paris, PUF, p. 53–72.
- 1980 : « La décentralisation est-elle possible ? », Ouest-France,‎ 6 février 1980. Rééd. 2007, in Penser globalement, agir localement – chroniques journalistiques, PyréMonde, p. 87–89.
- 1980 : « Les sources chrétiennes de la démocratie : protestantisme et démocratie », dans Jean-Louis Seurin, La démocratie pluraliste, Economica, 1980, p. 201–223. Rééd. 2008 : Cahiers Jacques-Ellul no 5.
- 1980 : « Sur la révolution culturelle chinoise », Sud-Ouest,‎ 25 février 1980. Rééd. 2007, in Penser globalement, agir localement – chroniques journalistiques, PyréMonde, p. 85–87.
- 1980 : « L’exclusion sociale », Ouest-France,‎ 2 avril 1980. Rééd. 2007, in Penser globalement, agir localement – chroniques journalistiques, PyréMonde, p. 91–92
- 1981 : « D’une élection à l’autre : rien d’important », Le Monde,‎ 27 mai 1981. Rééd. 1984 Entretiens avec Le Monde: Civilisations de Jacques Meunier, La Découverte. (Deux semaines après l’accession de François Mitterrand à la présidence de la République française et alors que celle-ci marque fortement l'opinion, toutes tendances confondues, Ellul indique qu'il n'y voit rien d’important et s'en explique.)
- 1981 : « Privilégier l’économique ou le social ? », Sud-Ouest,‎ 5 juillet 1981. Rééd. 2007, in Penser globalement, agir localement – chroniques journalistiques, PyréMonde, p. 101–103.
- 1981 : « Les fabricants d’opinion », Sud-Ouest,‎ 7 novembre 1981. Rééd. 2007, in Penser globalement, agir localement – chroniques journalistiques, PyréMonde, p. 141–143.
- 1983 : « Recherche pour une éthique dans une société technicienne », Annales de l’Institut de philosophie et de sciences morales,‎ 1983. Rééd. 2004 : Cahiers Jacques-Ellul no 2, p. 137–148.
- 1985 : « Le libéralisme n’est pas la liberté », Sud-Ouest,‎ 28 juillet 1985. Rééd. 2007, in Penser globalement, agir localement – chroniques journalistiques, PyréMonde, p. 213–214.
- 1985 : « Les précurseurs », Foi et Vie, no 6,‎ juillet 1985, p. 31–41. (Ellul repère ici les penseurs qui, les premiers selon lui, ont abordé la question de l'articulation entre technique et éthique. Évoquant notamment Kostas Axellos et Marc Bloch, il estime que, chez ces auteurs, les thèmes du machinisme, du taylorisme et de la condition ouvrière n’ont pas manqué mais qu'ils sont sans véritable portée critique.)
- 1986 : « Peut-il exister une culture technicienne ? », Revue internationale de philosophie, no 161,‎ 1986. Rééd. 2004 : Cahiers Jacques-Ellul no 2, p. 93–106.
- 1987 : « Un chrétien pour Israël (extrait) », Réforme, no 3271,‎ 8 mai 2008.
- 1990 : « L’islam : les trois piliers de l’intégration », dans Israël, Chance de civilisation, t. première partie, 2008 (1re éd. 1990), p. 237–241.
- 1991 : « Préface », dans Bat Yeor, Les chrétientés d'Orient entre jihad et dhimmitude VII - XXe siècle, Paris, Le Cerf, 1991.

### Entretiens et correspondance
- Jacques Ellul (postface Willem H. Vanderburg), Entretiens : présentation et notes de Michel Hourcade, Jean-Pierre Jézéquel et Gérard Paul (Texte d'entretiens radiophoniques avec Willem H. Vanderburg, diffusés par la radio canadienne CBC en 1979), Paris, Table Ronde, coll. « Petite vermillon », 2008, 190 p. (ISBN 978-2-7103-3095-0)
- Jacques Ellul et Madeleine Garrigou-Lagrange, À temps et à contretemps : entretiens, Paris, Éditions du Centurion, 1981, 228 p. (ISBN 978-2-227-32025-3).
- Jacques Ellul et Patrick Chastenet, Entretiens, Paris, Éditions de la Table ronde, 2014 (1re éd. 1994), 267 p. (ISBN 978-2-7103-7108-3).
- Jacques Ellul et Didier Nordon, L'Homme à lui-même : correspondance, Paris, Félin, 1992, 186 p. (ISBN 978-2-86645-120-2).

### Films, DVD, émissions de radio
- 1972 Le jardin et la ville, documentaire N&B de 55 min réalisé par Jean-Pierre Gallo (Présentation)
- 1980 Radioscopie, émission radiophonique de 55 min, entretien avec Jacques Chancel (Présentation)
- 1981 Apostrophes, émission télévisée de 72 min réalisée par Jean Cazenave et présentée par Bernard Pivot (Présentation)
- 1992 Sans arme ni armure, documentaire coul. de 52 min réalisée par Claude Vajda, entretien avec Olivier Abel (Présentation)
- 1994 Jacques Ellul : L'homme entier. Suivi de Entretiens avec Jacques Ellul de Serge  Steyer, 1993-1994, DVD, film de 55 min; entrevue de 80 min [présentation en ligne]
- 2015 Jacques Ellul : Exister, c'est résister, émission de France Culture avec Frédéric Rognon

N.B. Accès payant à cinq enregistrements vidéo et trois enregistrements audio sur le site de l'INA